# 水曜どうでしょうの企画 (2003年以降)
水曜どうでしょうの企画 (2003年以降)では、北海道テレビ放送（HTB）制作のバラエティ深夜番組『水曜どうでしょう』で放送された企画の中から、レギュラー放送終了後の2003年以降に「新作」として放送された企画について扱う。企画名については番組内で呼び方が幾つかある企画もあるが、本記事においては正式タイトルはDVD版のものとし、未DVD化企画については暫定的に放送時のタイトルを用いるものとする。なお、表記されている放送日時はHTBでの放送日時である。

## レギュラー終了後の企画について
2002年9月放送の「原付ベトナム縦断」でレギュラー放送が終了し、2003年はDVDの宣伝特番として2本の短編、2004年には本格的な復活作を放送。その後は2006年（放送では2007年）まで1年に1本のペースで新作を放送。以降はD陣の気分が乗ったときに行くというスタイルになっている。実際、大泉洋（以下「大泉」）はレギュラー放送再開を主張しているものの、ディレクター陣（以下「D陣」）が「いろいろほかにやりたいことが多い」ため再開に至っていないという。また、総集編企画「6年間の事件簿!今語る!あの日!あの時!」を除き原則として新作は旅をメインとした企画が制作されているが、「北海道で家、建てます」のみ、唯一、旅企画ではない道内ロケ企画として制作されている。
2008年は開局40周年記念ドラマ『歓喜の歌』、2009年はHTBスペシャルドラマ『ミエルヒ』、2012年は同ドラマ『幸せハッピー』、2019年は開局50周年記念ドラマ『チャンネルはそのまま!』 の制作に充てた。
「6年間の事件簿」「プチ復活」「ジャングル・リベンジ」の3作品はDVD第6弾に、「激闘!西表島」は第8弾、「ヨーロッパ20ヵ国」は第28弾、「原付日本列島制覇」は第29弾に収録。なお、HTB含め『水曜どうでしょうClassic』を放送するテレビ局は『Classic』を休止して随時新作を放送している。
なお、2016年3月30日に放送された、DVD発売記念特番「新作DVD第24弾発売記念スペシャルトーク 水曜どうでしょうを語ろう」については、こちらを参照。

## 6年間の事件簿!今語る!あの日!あの時!
- 2003年1月15日放送、全1夜。
- DVD第6弾『ジャングル・リベンジ/6年間の事件簿!今語る!あの日!あの時!/プチ復活!思い出のロケ地を訪ねる小さな旅』に収録。

「DVD第1弾発売記念」として放送された1時間の総集編である。『どうでしょう』の6年間の放送から、「サイコロ3」の“ヘリ事件”、「ヨーロッパ・リベンジ」の“ドイツ・テント事件”、「シェフ大泉 夏野菜スペシャル」の“パイ事件”といった印象的なシーンを振り返った。また、DVD第1弾である「原付ベトナム縦断1800km」の見所紹介も行っている。北海道限定の放送で、『Classic』でも未放送。
大泉洋（以下「大泉」）と鈴井貴之（以下「鈴井」）の扮装は、レギュラー放送時の総集編と同様CMが入る度に切り替わる。大泉は扮装に対して多少のとまどいがあったが、鈴井が張り切って扮装する姿を見て「その気持ちを口に出来なかった」という。
テレビ放送時の提供読みは開始・終了とも大泉が担当した。

## プチ復活!思い出のロケ地を訪ねる小さな旅
- 2003年5月21日放送、全1夜。

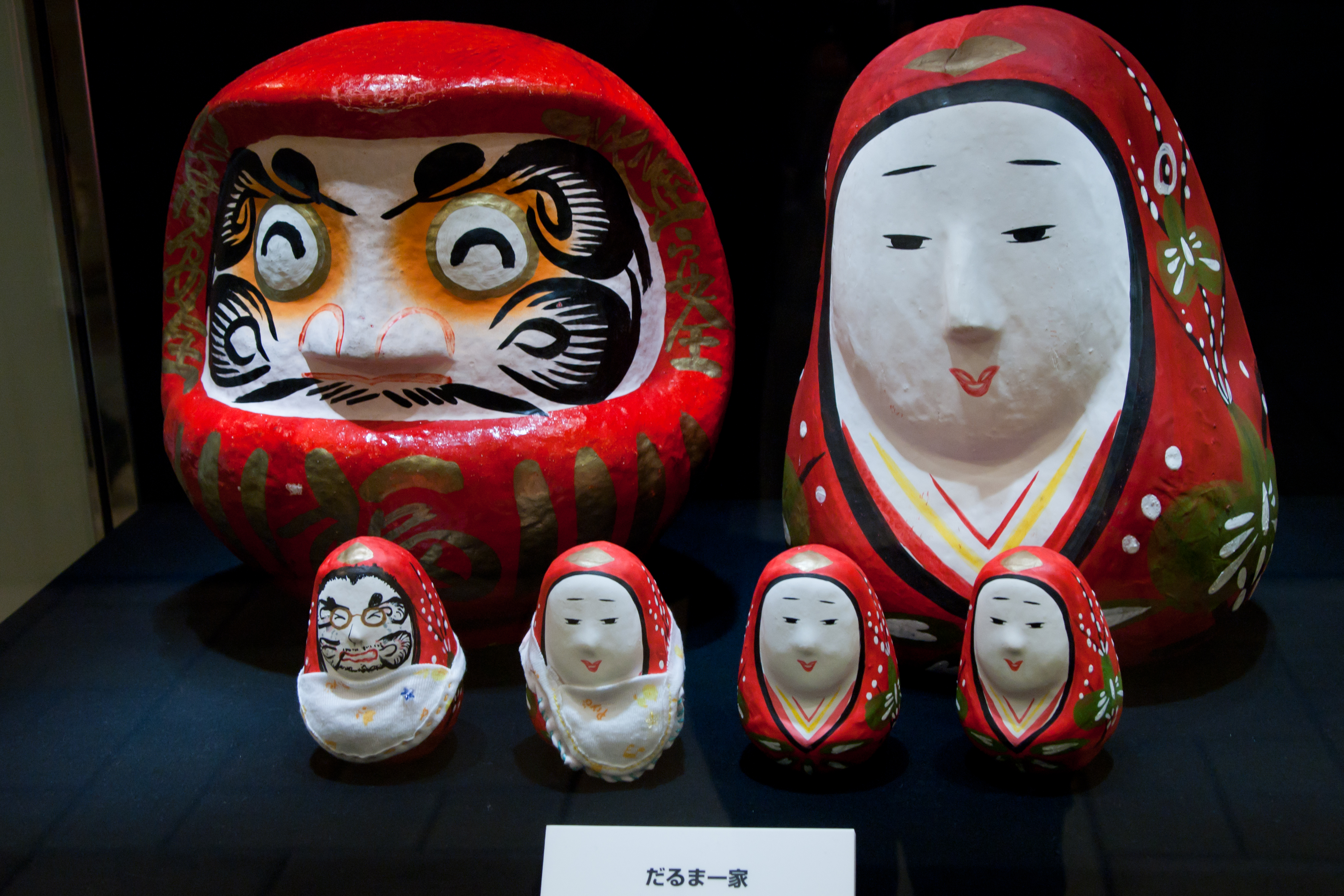
左上が高崎のだるま、右上が姫だるま、下は子供たち（左端が『忠寿』）

- DVD第6弾『ジャングル・リベンジ/6年間の事件簿!今語る!あの日!あの時!/プチ復活!思い出のロケ地を訪ねる小さな旅』に収録。

「DVD・写真集の発売記念」として放送された1時間特番。前作同様、道内のみでの放送となった。「原付西日本」の際に訪れた姫だるま工房から「姫だるまの赤ちゃんができたので送ります」という連絡を受けたD陣は、「それならこちらから迎えに行きます」と強引に鈴井・大泉をキャスティングする。半ば無理矢理な形でスケジュールに穴を開けられたことで不満を持つ両者と共に、北海道から持参した高崎のだるまと姫だるまを手に大分県竹田市の工房へ向かった。なお、この時大泉は朝から『ドラバラ鈴井の巣』（HTB）のロケに加えて『GOLGOLGO』（エフエム北海道）の生放送を終えた直後だったが、その上に『おにぎりあたためますか』（HTB）のロケをドタキャンされ、鈴井はオーディションの最中であった。
行程はスケジュールの関係から日帰りとなるほか、フライトスケジュールの都合上行き帰りのいずれかで都内に1泊する必要があったため、ロケ前日に東京国際空港へ行き、「一致団結!リヤカーで喜界島一周」でも宿泊した羽田東急ホテルに宿泊。ディレクター陣（以下「D陣」）は「喜界島」の時と同様の“4人部屋（ツインルームにエキストラベッドを2つ加えての4人使用）”でホテルを予約したため、大泉はその点についても不満を顕にした。
大分空港からの移動の車中では、約1年ぶりのロケということから思い出話に花が咲くものの、鈴井・大泉は番組の感覚を忘れており、藤村忠寿ディレクター（以下「藤村D」）はカーナビの設定を間違え、嬉野雅道ディレクター（以下「嬉野D」）はカメラ固定用の一脚を忘れた状態でロケを開始。加えてD陣は機材・ロケセッティングが鈴井に頼りきりになったことから、大泉に「ミスターはアズビー（札幌のロケコーディネート会社）じゃねえんだぞ!」と苦言を呈された。なお、行き帰りの行程で共に大分空港を利用したが、工房サイドからは「熊本空港の方が（工房に）近い」ことを知らされる。しかし、既に帰りの便も大分空港発の便を予約済だったこと、レンタカーの返却もあることなどの兼ね合いから、予定の変更は不可能となった。
工房に到着したところ、『産まれた』赤ちゃんだるまは全4体で3体が姫だるま（女児）だが、1体の姫だるまだけ男児である事が明らかとなった。しかし、普段姫だるましか作っていない工房側では「男のだるまの顔が描けない」という事になり、急遽『高崎のだるまの親代わり』である大泉が『初孫』の顔に筆を入れることとなった。最初は高崎のだるまの顔を見ながら髭などを描いていたが、途中から「藤村Dの顔が姫だるまの輪郭と似ている」と思った大泉は、藤村Dに瓜二つな泣き顔のだるまを完成させ、藤村Dの名前である『忠寿』と命名した。
ちなみに番組の性質上、CM前にはDVD・写真集についての宣伝が毎回挿入されている。
テレビ放送時の提供読みは開始・終了とも嬉野Dが担当した。

## ジャングル・リベンジ
- 2004年5月26日 - 7月7日放送、全7夜。
- DVD第6弾『ジャングル・リベンジ/6年間の事件簿!今語る!あの日!あの時!/プチ復活!思い出のロケ地を訪ねる小さな旅』に収録。

藤村Dが企画会議において「もう一回ジャングルは嫌だよね」と発言したことをきっかけに発案された企画。建前として、1998年に行われた「マレーシアジャングル探検」で起きた事件の真相を知るために、再びマレーシアのジャングル奥地へと潜入する、という名目だったが、本当のところは「ただ大泉くんのビックリした顔が見たかっただけ」とのことだった。
ちなみに、ロケ終了段階での仮称は「激痛」だった。
大泉ドッキリ
冒頭、大泉には「シンガポールでサッカー観戦をした後に、陸路でアンコール・ワットに行く」という騙しの企画が伝えられる。サッカー観戦については、サッカーファンである鈴井が「いつか海外でのW杯予選を観たい」と所望していたことを知っており、2004年3月31日には実際にジャラン・ベサール・スタジアムにて開催されたW杯1次予選・シンガポール対日本戦を観戦したため、本当の目的を知らされるまで全く疑わなかった。
試合の風景は国際サッカー連盟主催のため、権利の関係から映すことはできなかったが、高原直泰が記録した前半のゴール・藤田俊哉が記録した後半の決勝ゴールで歓喜する様子、インドラ・サーダン・ダウドが後半で同点ゴールを決めた際の呆然とした様子など、鈴井・大泉の応援する姿が第1夜で放送された。『Classic』では試合開始前の会場にガンズ・アンド・ローゼズの「スウィート・チャイルド・オブ・マイン」が流れており、鈴井は曲に合わせて旗を振っていた。DVD版では曲部分に大泉の雄叫びが被されている。
サッカー観戦の翌日に一行は列車でクアラルンプールに移動し、「マレーシアジャングル探検」の際に泊まったホテルに「偶然」を装って宿泊、そこで当時の思い出を語るうち、鈴井と藤村Dが「シカ事件」についてのケンカを始め、「予定を変えて真相を確認しに行こう」という流れで大泉に旅の本当の目的地が告げられる（視聴者もここで知らされる格好）。
ちなみに、新千歳空港に着いてからネタばらしまでの一連の流れは海外ドラマ「24 -TWENTY FOUR-」のパロディになっている。
ブンブン1回目
前回の「マレーシアジャングル探検」で本来宿泊する予定だった、人気のある“ブンブンクンバン”に宿泊。大泉には「今まで過酷な旅をしてきたから、最近忙しい君を労わって今回はリラックスした旅をしよう」という趣旨をメールで伝えたところ、大泉が大変感激したとされている。しかし、誕生日当日にブンブン滞在のためにジャングルを11キロ歩かされる羽目となり、「君たちは喜んだ僕を見て心の中では笑っていたのか」とコメントを残す。藤村Dは「最初の3日間はゆっくり休んだじゃないかと思いながらも、この旅の最中に31歳の誕生日を迎えていた大泉には、少し悪いことをしたと思っている」そうである。
ブンブン2回目
どうでしょう班だけで6年ぶりの“ブンブンブラウ”滞在を果たす。前回訪れた際には施設そのものの老朽化が進んでいたが、6年の間に建て替えが行われ、比べ物にならないほど快適なものへと変わっていた。なお、夜間の動物観察中に腹痛を患った大泉が、「トイレと観察場所が離れており、恐怖から1人で用を足すことが出来ない」として、D陣に付いてきてもらうという事態に。電気が通じていないので、室内から照明機材でトイレ内（ドアを開放した状態）の大泉が照らし、カメラで撮影されながら用を足したが、一部始終に立ち会った嬉野Dが「赤裸々過ぎて……（大泉が）もう気の毒で気の毒で……」と泣き出し、藤村Dに慰められ「照らしてやれよ!照らしてやれって!」という言葉が生まれた。結局ブンブンブラウ滞在中に動物を観察することはできず、そのまま同地を後にした。
謝罪会見
前枠・後枠では、企画内で大泉が再三要求していた「謝罪会見」を行った。大泉記者の質問に対して鈴井（たっくんやタコ星人に扮装）が不真面目に応える、という流れ。最終夜の後枠において藤村Dから次回作の行方を占う「ある報告」がある。
また、ブンブンブラウにて藤村Dが大泉を「尿泉尿」ともじったことにより、エンディングクレジットで「NYOIZUMI NYO」というアルファベットが当てられた。

### 放送地区について
『どうでしょう』の本放送としては初めて、北海道地区での放送直後から『リターンズ』および『Classic』を放送している地域やANN系列局、さらにはANN系列以外の地方局でも次々と放送された。その中にはANN系列のキー局であるテレビ朝日（EX）もあった（鈴井の監督映画『銀のエンゼル』公開の宣伝を兼ねたもの）。

## 激闘!西表島
- 2005年10月19日 - 12月7日放送、全8夜。
- DVD第8弾『激闘!西表島』に収録。

前年に行った「ジャングル・リベンジ」のロケ終了前、大泉が「俺は闘牛をやってみたい」「牛追い祭りなんて良いね」と発言したことを受け、D陣はスペインの「牛追い祭り」（サン・フェルミン祭）を実際に視察する。視察を行った結果、「祭りの全容を見たD陣が満足して興味がなくなってしまった」こと、「牛追いを撮影するにはカメラの台数が足りない」こと、「カメラポジションを確保するための交渉が難しい」ことなど、規模の面での問題が浮上したため、企画を変更する。加えて「今回こそリラックスした旅をしよう」ということから、遊び前提の企画へ方針を定めた。
大泉には「今回は牛追い祭りである」と思い込ませ続け、2005年7月11日にHTBの駐車場で行われた企画発表では、牛追いを彷彿とさせる鈴井の扮装・企画説明用ボードを用意するが、発表された企画は「スペインでのうし（牛）追い祭り」ではなく、「西表島でのむし（虫）追い祭り」であった。この結果大泉が騙されているが、放送上では触れられていないものの、同じく企画に参加した安田顕（以下「安田」）も騙されている（大泉と同様にパスポートを持参していた）。
西表島への到着後、現地コーディネーター“ロビンソン”の「虫はつまらない」という一言で当初の企画だった「むし追い祭り」が頓挫し、「ロビンソンが紹介する西表島の魅力をたっぷりと紹介する」という企画に変更。これは、そもそもが遊び目的であったため企画が定まっていなかったことによる。対決内容は順に砂浜で魚獲り・ヤシガニ獲り・大うなぎ獲り（と、大うなぎを釣るための餌となるカエル獲り）・テナガエビ釣り・港で魚釣り。
当企画ではどうでしょう班と安田以外にも、当時『ハナタレナックス』のプロデューサーだった「キャップ」こと福屋渉（現HTB東京支社長）や、スタイリストの小松江里子などのHTBの番組スタッフも参加。最終対決では福屋が出演者と共に並んで（画面外で）釣りを行い、エンディングのクレジット表示においても名前が記載された。藤村Dによれば、当時福屋が沖縄にハマっており「沖縄なら俺に任せろ」と豪語していたことから、各種手配を全て福屋に丸投げした結果この企画が生まれたという。
2020年時点で、安田が出演した最後の企画である。

### 放送まで
2005年7月11日早朝に番組公式ウェブサイトの日記、「CUE FAN MOBILE」（鈴井・大泉・安田の事務所「CREATIVE OFFICE CUE」の公式モバイルサイト）（鈴井）、CREATIVE OFFICE CUEの公式ページ（大泉）などでそれぞれが旅に出ることを告知。なお、ロケ期間中はTEAM NACSの全国公演『COMPOSER～響き続ける旋律の調べ～』が行われていたが、大泉と安田のスケジュールがロケのために押さえられていたため、丸1か月の休演期間が設けられた。
「サン・フェルミン祭」は例年通り7月6日 - 14日に開催されており、今回の企画が「牛追い祭り」であると見ていた視聴者は多かったものの、9月に全8夜という「ヨーロッパ・リベンジ」や「アメリカ合衆国横断」と並ぶ長期間の放送が決定。10月5日にHTBでの『Classic』放送直後に新作の予告CMが初OAされた。CMは「牛追い祭り」の映像と驚愕する大泉の映像が使われていたが、企画の詳細は一切伏せられていた。
10月14日 - 10月16日に実施した「水曜どうでしょう祭」において第1夜と第2夜を先行上映。内容は藤村Dにより緘口令が下された。内容については他の都府県各局での放映の絡みから公式ウェブサイト上では明かされずいたが、2006年2月2日に愛媛朝日テレビでの新作放送決定を日記で告知する際、嬉野Dが誤って内容を漏らすミスを犯している。ちなみに、正式な企画名と内容を公表は同年7月10日に藤村Dが公式ウェブサイト上で行った。

### 詳細
- ルール

「釣りバカ対決シリーズ」と同様のルールで、鈴井・大泉・安田の個人戦。特に主審を設けた点が2002年放送「24時間耐久屋久島釣りバカ グランドチャンピオン大会」に近い（屋久島の主審は藤村D、西表島の主審はロビンソン）。今までの釣りバカシリーズと違うのは、事前に計画していたことが頓挫した事。
前述の通り計画が破綻したため厳密にルールが存在するわけではないが、各ラウンド共通のルール（暗黙のものも含む）を列挙すると以下のようになる。
- 優勝者には「ムシオイキング」の称号が与えられる。これまで設定されていた優勝特典のようなものは存在しない。
- ラウンド会場、試合時間、各ラウンドの得点はロビンソン・藤村Dに決定権が存在するが、ロビンソンの判断が優先される。
- 食す目的のもの以外の獲れたものは基本的にリリースをする（特に天然記念物は許可なく持ち帰る事自体が法律違反となるため、必ず）。

- 夜釣りよ今夜もありがとう

上原港を舞台にした最終対決。ロビンソンの「照明を落とした方が釣れやすい」というアドバイスにより、終始全黒画面の映像しか流れないことになる。ここでどうでしょう班は“仮眠、もしくは就寝しながら釣行する”という「寝釣り」スタイルを考案した。
- トリオ・ザ・タイツ

前枠・後枠は青タイツ（鈴井）・茶タイツ（大泉）・黄タイツ（安田）によるトリオ漫才。また、企画の後半になってくると大泉のやる気がまったく見られないことがわかる。収録はいつもどおり平岸高台公園で撮っているが、第3夜は2005年10月に開催され、第2夜までの先行上映の行われた『水曜どうでしょう祭り』会場、第5夜、第6夜はスケジュールの都合上『ハナタレナックス』の沖縄ロケに同行しそこで撮った。沖縄では鈴井と安田は酒を飲み過ぎたため、非常に残念なことをしてしまい、それぞれ前枠・後枠でネタにされた。
- ロケ移動は1日ではできず、まず、石垣島に宿泊することとなった。
- 石垣島の宿では大泉が泥酔した挙句、安田と社長（当時）の鈴井を含めた、CREATIVE OFFICE CUEの3人での相部屋であることに対してボヤいている。しかし、西表島では全員相部屋。しまいには最終対決で港にて夜を明かすことになる。
- 大泉と藤村Dはいつも以上に酒を飲んでおり、特に藤村Dは10時間以上飲み続けて現地の人をちゃん付けで呼ぶほど意気投合をしてしまう。

第1ラウンド 海での魚獲り
- まずは西表島の海の魅力を紹介しようと、『ファインディング・ニモ』で有名なクマノミが獲れるということで、海で魚獲りを行った。この時点で最初の企画だったむし追いは完全に破綻した。
- ルールは「海の中に入り、魚を獲る」。小さい魚が1点、クマノミが5点、大きいクマノミが10点、ヒトデは0点。
  - D陣は水中カメラを持ってきていないため、水槽の中にカメラを入れて撮影する原始的手法を採った。
- このラウンド終了時の獲得ポイントは、鈴井6点、大泉1点、安田12点。

第2ラウンド ヤシガニ獲り
- 罠を仕掛けてヤシガニを獲ったり、オオオカヤドカリなどの生物を発見する。ヤシガニ15点、ヤシガニを手で捕まえると5点、オオオカヤドカリ5点など。虫は0点、おめでとうの一言だけ。
  - このラウンドは山の中に入るため、ハブにかまれる危険性があるので長靴が必須であるにもかかわらず準備をしていなかったため、スタイリスト小松が急遽買いに行った。当初藤村Dは長靴は不要と考えており、ロビンソンに注意された。
  - 鈴井はオオオカヤドカリを見つけて手に獲ってポイントを稼いだが、ヤドカリが中に入ってしまうために動いている映像が撮れず5点減点されてしまった。
  - さらに鈴井は大きいヤシガニをゲットし、藤村Dはロビンソンに「20点ぐらいあげても良いか」と聞いたが、ロビンソンが「18ぐらいだろう」と言ったことで、暗黙のルールで18点になってしまった。
  - 大泉はクイナの雛を発見し、藤村Dは5点としたが、ロビンソンが10点としたため、また暗黙のルールで10点獲得する。
- このラウンド終了時の獲得ポイントは、鈴井34点、大泉26点、安田12点。

第3ラウンド 大うなぎ獲り
- ロビンソンが藤村Dに「でっかいウナギがいる」スポットを紹介し、そこへ行くことを決める。
- まず餌となる蛙を捕まえ、蛙の仕掛けを作り、翌日の朝にかかっているかどうかを見に行く。得点はロビンソンの裁量によって決まり、餌自体は得点にはならない。
  - ヤシガニ獲り終了後の午後11時頃から蛙探しを始めたがなかなか見つからず、深夜2時まで西表島中を車で駆けずり回ることになってしまう。蛙が6匹必要だったが、2匹（もう1匹いたが小さいため餌としては使えず）とあまりに取れないため、餌は蛙2匹と蛙の代わりにテナガエビ2匹を代用して挑むことになった。
  - やる気のない出演者は、ロビンソンの車の荷台に乗せられることになってしまった。最初は大泉が乗ることになり、その後ロビンソンの車の中で寝ていた安田が荷台に乗せられ（その後大泉はゲスト解説者としてD陣の車に乗った）、2人とも荷台では完全にやられてしまった。一向に蛙が見つからない状況から、午前1時を過ぎたころ、大泉が「ロビンソン…、やめてくんねぇかなあ」と発言したことをきっかけに、D陣の車内で完全にボヤキ始めてしまった。
  - 午前1時半を過ぎ、ようやくロビンソンが蛙探しを断念したが、「（代わりに）小魚獲る」と言い出したため、急遽オオウナギの仕掛けをする川で小魚獲りを行うこととなった。川の途中にあるトンネルを利用し、出演陣がトンネルの出口で網を構え、反対側の入口からロビンソンが魚を追い込むという単純な作戦だったが、あえなく失敗した。しかし、ロビンソンがもう一度やろうとしたため、たまりかねた大泉から「ロビンソン、もう帰ろうよ」という言葉が飛び出した。結局再度同じ作戦を実行したが、またも失敗に終わり、一同が沈黙する中でロビンソンが「疲れちゃったよ、オレ」と発言したことから、一同大爆笑となった。
  - 蛙を使った鈴井、安田はオオウナギを釣り上げた。大きさから鈴井100点、安田120点。テナガエビを使った大泉はホシマダラハゼ（ロビンソン談・日本最大のハゼ）を釣り上げた。得点は50点だったが、大泉が珍しさを押したため85点に上がる。
- このラウンド終了時の獲得ポイントは、鈴井134点、大泉111点、安田132点

第4ラウンド テナガエビ釣りなど4種
- ルールは、テナガエビなどを釣り上げ、大きさ、雄雌、釣り上げた数などを基準にロビンソンの裁量によって決まる。よって、明確な基準はない。
  - 会場に行く前にロビンソンはオオタニワタリの新芽を探すが見つからず、一同は前日の蛙探しの二の舞を危惧する。藤村Dはこの状況をすでに楽しんでおり、ロビンソンを煽り立てた。
  - 会場へはカヌーで上流へ向かう。カヌーの後方（舵取り役）は鈴井が、前方（エンジン役）は安田が担当。大泉はカヌーの真ん中（役目はなし）。藤村Dは役に立たないボンクラ、大泉は中盤の司令塔と称した。
  - この時大泉はロビンソンのモノマネを完全に習得し、モノマネの実力がさらに増していることを証明した。
  - 今までの釣りバカシリーズでは、スタートの合図を「プレイボール」としていたが、ロビンソンは「プレイボーイ」とダジャレを言い、それ以降はすべて「プレイボーイ」に。

1. 最初は釣竿釣りを行い、3人が1匹ずつ釣り上げた。大きさなどの差異によって大泉3点、安田15点、鈴井10点。
2. 小型の網と寄せ餌（糞ではない）を使った釣りは、時間内に釣り上げた数をまとめて得点とすることとなり、数の多い大泉が50点、鈴井が35点、安田が15点。この後テナガエビは油で揚げて食した。
3. 釣竿を使ってオオグチユゴイを釣る。入れ食いが予想されたが、30分の間に誰も釣り上げることなく終了。
4. カヌーに帰る途中、クロダイを発見したため、クロダイ釣りを行うことに。ロビンソンの一言で誰かが釣らないと帰れないことになる。大泉が周りに促される形で釣り上げ30点ゲット。

- このラウンド終了時の獲得ポイントは、鈴井179点、大泉194点、安田162点。
- なお、このラウンドにてロビンソンが過去に阿寒町に住んでいたことが判明。

最終ラウンド 夜釣りよ今夜もありがとう
- クロダイ釣り後、藤村Dが夜釣りポイントを聞き、上原港で夜釣りをする。
- ルールは、ゴマフエダイなどを釣り上げ、得点、競技時間は藤村Dの裁量によって決まる。ゴマフエダイで20〜30点。
  - 大泉がいきなりヒットしたがバレてしまう。その引きから「釣りが怖い」と言い出す。
  - ロビンソンは当初来なかったが、途中心配になり上原港にやってきて指導をした。「ゴマフエダイは警戒心が強く、ライトを照らすと釣れない」の指導を受け、D陣は照明を消し、ヒット時以外は真っ暗な画面で番組が進行した。その後、真っ暗で何も見えない状態が続くので彼らがしゃべる音声を文字を表示させる以外は画面が黒いまま「前代未聞の文字放送バラエティ」と銘打ち放送された。
  - 全員疲労困憊で、椅子も用意されていない状況から「寝釣り」という方法を編み出す。竿を持って横になり、釣れるのをひたすら待ち、そのうち本当に寝てしまい「マジ寝釣り」という変則技を編み出す。
  - そのうち流れ星が流れ始め、大泉は1度目は「金が欲しい」と願い、2度目は「布団で寝たいと願えばよかった」と流れた後に悔やみ、出演者・スタッフ全員の状態を大泉が「これは〜、上原港一泊ですね!」と3つの名言を発する。スタイリスト小松や嬉野Dら路上で横になり始めた者は、みな“上原港一泊”扱いされていく。
  - 福屋はこのラウンドに特別参加をしているが1人寝ず、「静かにしてくれ。集中してるんだ。来てるぞ」と出演陣よりもやる気に満ちていた。しかしキャップの浮きは微動だにしなかった。
  - 鈴井は半袖で寝ていたため、寝冷えをしてしまう。安田は竿ではなく懐中電灯を握るという荒技「寝ボケ釣り（要は単なるミス）」を考案。
  - 大泉は毒性のあるハナミノカサゴを釣り上げてしまう。珍しいので40点を獲得。
  - そのうち大泉があまりに長時間の真っ暗な画を盛り上げるために「抗議の電話、FAXが殺到しております。深夜です。おかけ間違えのないように」の名言が出てきた。福屋には、激励のFAX・メールが送られる。
  - 出演者・スタッフは上原港で夜を明かすこととなった。競技時間は午前5時を周り、藤村Dは午前6時までと設定する。その後、日の出までと変更。
- 全ラウンド終了し、獲得ポイントは、鈴井239点、大泉314点、安田162点で、むし追いキングは大泉が獲得した。安田はこのラウンドで魚を1匹も釣ることが出来ず。
  - 終了後、ロビンソンと船を使って貝殻の一杯の島に行き、そこでエンディングとなった。また、自他ともにカナヅチの呼び声があった鈴井は「少し泳げる」ようになった旨の報告がされた。

### ロビンソン
この企画の中心となったロビンソンは現地の自然ガイド兼観光コーディネーターで、このロケの一部であるカヌーとテナガエビ釣りのツアーを「どうでしょうロケ地巡りツアー」としてどうでしょうファン向けに提供している。放送直後からロビンソンを訪れるファンが多くおり、新たな聖地となっている。なお、ロビンソンはフジテレビ『晴れたらイイねッ!』を始めとして数々の西表島を紹介する番組に出演している。また、かつて北海道の阿寒町に住んでいたことがある。

## ヨーロッパ20ヵ国完全制覇 完結編
- 2007年1月17日 - 3月14日放送、全9夜。
- DVD第28弾『ヨーロッパ20ヵ国完全制覇 完結編』に収録。

1997年放送の『ヨーロッパ21ヵ国完全制覇』および1999年放送の『ヨーロッパ・リベンジ』において、時間上の制約から周り切れなかったバチカン市国、サン・マリノ、ポルトガルを周りきる企画。前2回で訪れていない国のうち、地理的に距離があるアイルランドは除外され、タイトルも「21ヵ国」から「20ヵ国」へと変更され、本企画のオンエアを以て「ヨーロッパ完全制覇」企画は一応の完結を見る事となった（なお、後に企画される2020年放送の「21年目のヨーロッパ21ヵ国完全制覇」にて再びアイルランドを目指しており、正式な完結という意味では「21年目のヨーロッパ21ヵ国完全制覇」を以て「ヨーロッパ完全制覇」企画は完結する事となる）。仮タイトルは「2007年新春スペシャル! 2006年最新作! 真冬に見る! 夏の思い出!」。
1997年の「ヨーロッパ21ヵ国完全制覇」の開始日から丁度9年が経過した2006年8月22日にHTB前から出発。これまでの「ヨーロッパ」シリーズはフランス・凱旋門前のロータリー交差点からのスタートであったが、バチカン市国への入国を果たすべくイタリア・ローマからのスタートとなった。バチカン市国への入国後、ローマでレンタカー（ルノー・ラグナIIワゴン MT車）を借りサン・マリノ、フランス・スペインを横断してポルトガルにあるユーラシア大陸最西端のロカ岬を目指す。

### 放送まで
2006年2月6日、鈴井と大泉の所属事務所CREATIVE OFFICE CUE社内にて、鈴井・嬉野D・藤村Dの3者による新作についての会議が行われ、企画が決定する。D陣は大泉に対し「スケジュール以外の企画に対する質疑」を行うことを禁止すると宣言。これに対し、大泉はCREATIVE OFFICE CUEの公式サイト内にで「企画会議に参加させて欲しい」と申し出たものの、「大泉のビックリした顔」を期待するD陣に拒否されている。
また、藤村Dはこの新作ロケに合わせ、ドラマ『小早川伸木の恋』（フジテレビ）の出演における役作りとしてストレートヘアに変えていた大泉を、ロケ実施までに元来の「パーマをかけたもじゃもじゃの髪形」へ戻すことを命令。「戻さなければ（大泉が）カツラをかぶってロケを行う」とも発言した。
今回、出発後に以下の時間（日本時間）に出演者による書き込みが行われている。ちなみに前回の西表島では藤村Dの「しばらく旅に出ます」のみであった。当然ながら、書き込みには企画内容や場所はあまり記載されていない。しかし、旅を終えて初めての公式サイトの日記の更新は、藤村Dは「海外へ行ってきた」と記した。
- 8月22日 04:59 （藤村）「しばらく旅にでます。留守をよろしく」
- 8月22日 12:00 （鈴井）「しばらく社長室を空けます。」
- 8月23日 08:05 （大泉）「只今久しぶりの旅をしております」「けっこうな長旅になりそうです。」などと記載。
- 8月25日 14:52 （鈴井）「元気です。」
- 8月25日 15:51 （大泉）安田のドラマについて言及。
- 9月4日 01:43 （鈴井）「休日でした。」
- 9月4日 18:29 （藤村）「海外に行っておりました。」
- 9月5日 16:59 （嬉野）鈴井が9月2日の夜に千歳空港に降り立ったときに北海道の温度差で風邪を引くと語ったこと、藤村Dが旅初日の出発前に自業自得のケガ（後述にある左足の捻挫のこと）をしたことを報告。

なお、（鈴井）とあるのはCREATIVE OFFICE CUE公式サイト内の「社長室」、（大泉）はCREATIVE OFFICE CUE公式サイト内の「CUEダイアリー」、（藤村）および（嬉野）とあるのは番組公式サイトのトップページにそれぞれが書き込んだ発言である。

### 主な出来事
- 冒頭で大泉・藤村Dが「『旅のカリスマ』どうでしょう軍団が、ワンランク上の旅を提案する」と豪語するものの、「バチカン市国のサン・ピエトロ広場でバチカン美術館（システィーナ礼拝堂の絵画『最後の審判』などが見学コースに含まれる）を見学するための列と間違えてサン・ピエトロ大聖堂への参拝列に並び、歴代法王の墳墓を参拝する」「 フィレンツェのサンタ・マリア・デル・フィオーレ大聖堂で、ドーム天井の絵画『最後の審判』を見るつもりで列に並んだが、1人6ユーロを支払って塔の頂上へ登る（6ユーロは塔へ登るための拝観料。大聖堂は無料で拝観することが可能）」などのハプニングが続出した。
- この直後にドラマ『ハケンの品格』（日本テレビ）の撮影があり、撮影を控える大泉は日焼けをすることができないため、箱にSPF値が“70”と書いてあったサンスクリーン剤を購入したが、塗りこんでも液の白い色が消えず、肌が白粉を付けたかのような白色へと変化した。後に訪れる アルコス・デ・ラ・フロンテーラでは建物の白色を利用し、「（サンスクリーン剤を顔に塗った）大泉・鈴井を探す」というイベントも行われる。前枠・後枠では、鈴井が大前春子、大泉は東海林武本人に扮してドラマのパロディを行った。このほか、前枠・後枠では、大泉が、渡哲也が後ろ姿から画面方向に振り向いて登場し、「マグロ、○○」と一言だけ口にする、『マグロ』（テレビ朝日）のスポットCMの物真似もしている。
- 初日の朝には藤村Dが日課のジョギングの途中で左足をくじいて捻挫[注 13]、鈴井が疲労から宿泊先のホテルで夕食後に嘔吐、大泉が宿泊したレストランで海老料理を食べた際にアレルギーで顔へのじんましんを発症など、最年長の嬉野D以外が何らかの形で健康を害することになった。
- クエンカの夜景について、大泉は『建もの探訪』での渡辺篤史の物真似をした。しかし、嬉野Dから、「似ていない」と言われたことから、渡辺の物真似で「小林製薬の糸ようじ」と言ったところ、D陣のツボに入る。更に嬉野Dから「それ（糸ようじ）を言わないと似てないですよ」と言われたことから、以降大泉は夜景の説明の後ろに「小林製薬の糸ようじ」を付け加えて一同の笑いを誘い、挙げ句の果てにマリア像前では前フリなしで「小林製薬の糸ようじ」と発した事で鈴井・D陣は大爆笑となった。後日、小林製薬から大量の糸ようじがHTBに届けられたほか、渡辺から大泉にビデオレターが送られている。また、放送当時に渡辺は小林製薬のCMに出演していたものの、糸ようじのCMに出演したことはなかったが[注 14]、2010年に、渡辺による「小林製薬の糸ようじ」のナレーションが入ったCMが放送された。
- また、大泉のいとこで自動車販売をしている「みっちゃん」の物真似も披露した。大泉は、新車を買って3年すると必ず「あの車はもう走らんぞ。そろそろ新しいのを買ったほうがいいぞ」と電話が来て、15分ぐらいの電話で一台買わされるという[4]。
- 放送上では明かされていないが、道中にて大泉と藤村Dが「本気の喧嘩」をしてしまい（時系列は不明）、嬉野Dが「安心して見てられる感じではない」と思う程一時険悪な雰囲気が漂ってしまったという。藤村Dによればこのわだかまりは旅が終了して以降も消えず、「ふつうだったらロケ帰って1日休んだら、もう編集したくてたまんないのに、あれ1ヶ月ほっといたから。」と語るほどであった[5]。この影響かどうかは定かでは無いが、それまでレギュラー放送終了後の新作が放送直後にDVD化されていた流れが本企画で途切れてしまい、以後はレギュラー時代の放送分消化まで棚上げとなった（このため本企画はオンエアからDVD発売まで約12年ものブランクが生じている）。

### ゴールについて
- ロカ岬の正確な位置が分からず、さらに藤村Dが渋ったため、「ロカ岬の前にある岬」をゴールと認定した。
- 放送内ではロカ岬にたどり着けずラソ岬でゴールしたことになっているが、実際は「地獄の口」という観光地である。ゴール地点で藤村Dが「あっちのが明らかに出てねぇか?」と発言したのは、ロカ岬でもラソ岬でもない単なる海岸線である。
- また、一度岬を通り越したことになっているが、ロカ岬は一本道の突き当たりであるため通り越せない（鈴井は「灯台は岬からかなり離れている」と発言しているが、実際には岬とほど近い場所に灯台がある）。一度通り越した灯台は、リスボンからラソ岬に至る道中のカスカイスの街にあるギア灯台（Farol da Guia）[注 15] である。最初に「ゴール!」と叫んだのは「Furnas do Guincho」というレストランの近く[注 16]。したがって放送内では、一行はラソ岬にすらたどり着いていなかったことになる。

### 旅程
8月22日
 日本・HTB通用口で企画発表→新千歳空港→成田空港→ イタリア・ローマ
8月23日
 イタリア・ローマ→ バチカン→ イタリア・フィレンツェ
8月24日
 イタリア・フィレンツェ→ サンマリノ→ イタリア・ボローニャ
8月25日
 イタリア・ボローニャ→ピサ（ピサの斜塔）→ フランス・エクス=アン=プロヴァンス
8月26日
 フランス・エクス=アン=プロヴァンス→マルセイユ（通過）→ スペイン・バルセロナ
8月27日
 スペイン・バルセロナ→サグント（通過）→バレンシア→クエンカ
8月28日
 スペイン・クエンカ→カンポ・デ・クリプターナ→ウベダ
8月29日
 スペイン・ウベダ→グラナダ（アルハンブラ宮殿）→アルコス・デ・ラ・フロンテーラ（パラドール）
8月30日
 スペイン・アルコス・デ・ラ・フロンテーラ→ ポルトガル・リスボン→ゴール

## 原付日本列島制覇

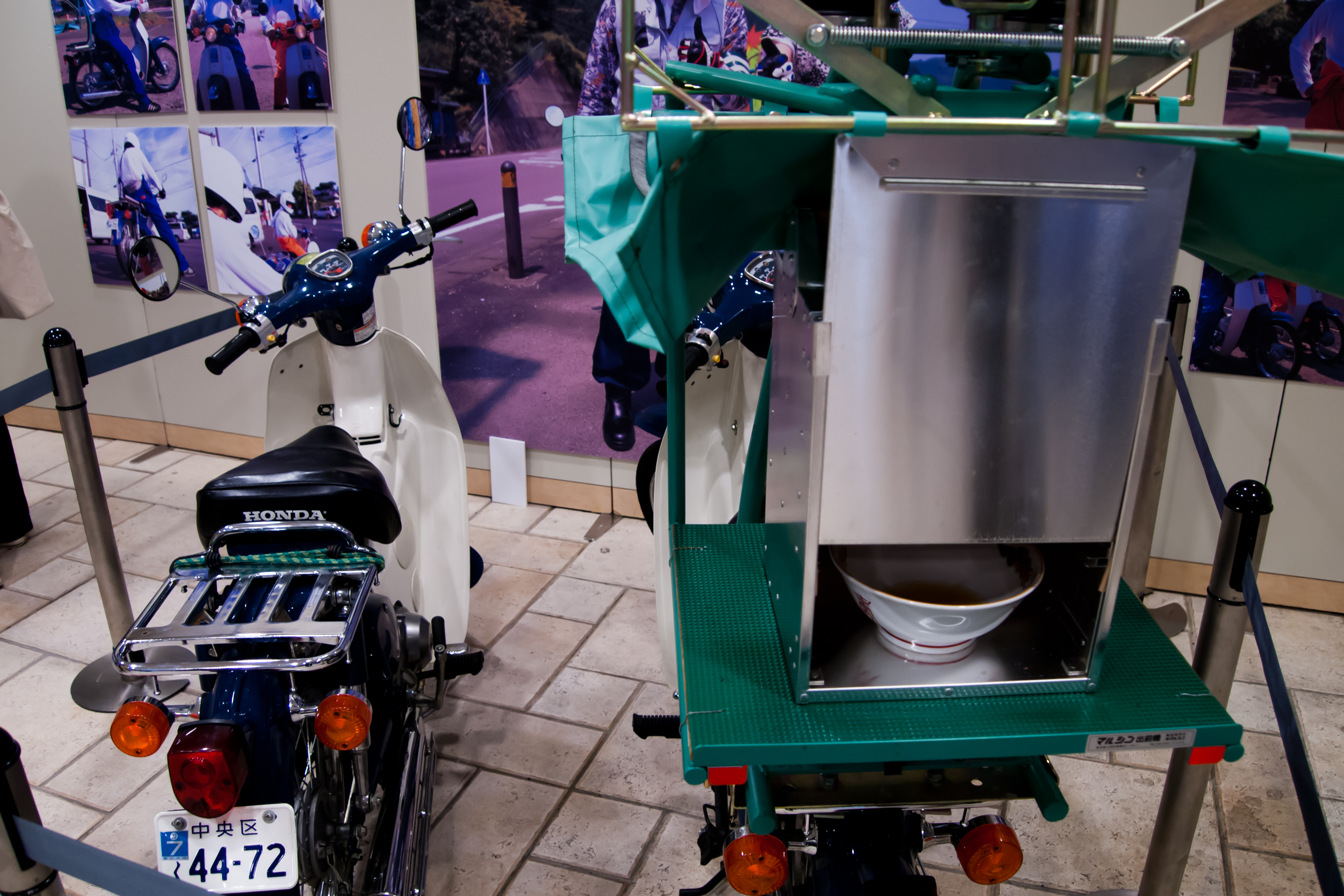
左が大泉のカブ、右が鈴井のカブとマルシン出前機

- 2011年3月2日 - 5月18日放送、全12夜。
- DVD・Blu-ray第29弾『原付日本列島制覇』に収録。

北海道地区においては前作から4年ぶりの新作放映。撮影は放送のおよそ半年前である2010年夏に行われたが、撮影量の多さから編集作業に時間が掛かり、2011年春に「対決列島 〜甘いもの国盗り物語〜」を超える規模の全12週に渡って放送された。
今作からは番組史上初のハイビジョン制作へ変更される。オープニングは画角が4:3であることを前提の映像だが、タイトルバックが黒だったことから継続して使用（映像自体は16:9の画角に対応する形で作り直されている）され、本編中に登場する過去の企画映像・画像に対しては、ワイプとしての挿入およびサイドパネル付きで放送された。また、ハイビジョン制作となった本作からはDVD版と同時にBlu-ray Disc版の併売を開始。Blu-ray版では、テレビ放送と同様にハイビジョン画質で視聴できるようになった。
これまで「72時間!原付東日本縦断ラリー」（1999年）、「原付西日本制覇」（2000年）と続いてきた原付列島縦断の最終章と銘打ち、前2つの企画で回っていなかった東京から高知の区間 を制覇することを目標とする。大泉がNHKの大河ドラマ『龍馬伝』に出演したことにちなみ、ゴールを高知県桂浜の坂本龍馬像とし、羽田空港（厳密にはその近郊にある大師橋付近）からスタートした。また、道中では「対決列島」の要素も組み込まれ、鈴井と藤村Dが『荷台に乗せたあるもの』を賭けて甘味対決をするシーンも見られた。詳細は後述。
今回はD陣の負担軽減を目的に、専属カメラマン（通称：タケシ。前後枠の撮影も担当している鈴木武司）・ドライバー（松倉和哉）・音声担当（通称：ガッツ。松澤聡）の3名が付いている。その結果、嬉野Dはビデオの代わりにスチル写真を撮っていたほか、トークにも通常以上に介入していた。これまでのロケでは、撮影担当である為カメラのファインダー越しでしかロケの様子を見てこなかった嬉野Dは、今回初めて直接自分の目でロケを見ることになり、「生でどうでしょう見てるみたい」という感想を残した（その感想を聞いて鈴井は「素人さんの意見」、大泉は「今や彼は作り手でもなんでもない」「どうでしょうの旅に選ばれて参加した素人」と評した）。また、撮影担当の負担が無くなった嬉野Dはしばしば居眠りをしそうになり、藤村Dが「文久三年!」「嘉永六年!」と、『龍馬伝』のナレーション（香川照之）を真似た絶叫で起こしたため、大泉からは「弥太郎さんの元号アラーム」と形容された。その後大泉は「目覚まし時計として商品化イケる」と発言したが、放送終了後に、藤村Dの音声と後述される大泉の腹太鼓を収録した「水曜どうでしょう原付日本列島制覇 文久目覚まし時計」が実際に発売された。
宿に着いてからのパターンはほぼ統一されており、毎晩のように大泉と藤村Dが相撲を取っていた（正確には両者による張り手の打ち合い。たまに鈴井によるドロップキック）。そして、大泉と藤村Dの相撲が終わり大泉が腹を叩き鳴らす（腹太鼓）と同時に宿の外観の映像に切り替わり「どうでしょう○○（宿泊地名）場所 終」と表示され、さもNHKの大相撲中継のような締め方をしていた。しかも、その後さらに宿の外観のままトークが進むこともあった。これに大泉は「こんなテレビ見たことないぞ」といいつつも、「また若いディレクターに新しい道を拓いたね」ともコメントした。
本企画においては最終夜のエンディング以外で「1/6の夢旅人2002」は用いられていない。また、この企画から長きに渡りテレビ放送において予告編・日時場所スーパーの音楽で使われた映画『ガメラ』のサウンドトラックが、DVD第10弾以降に使われている「水曜どうでしょう予告編（本間昭光作曲）」へと切り替わった。

### 放送まで
当企画のロケを5泊6日の日程（2010年7月27日 - 8月1日）で実施。まとまったスケジュールを予めおさえていた事もあり「原付」企画の中では、最も日程にゆとりがあった（東日本は鈴井のラジオ『GO・I・S』の生放送との兼ね合いで4日間。西日本では全行程が同じく6日間だが、当初は大泉出演のラジオ『GOLGO』の生放送に間に合わせる為に3日間で走破する予定だった。しかし、2日目時点での走行距離から3日では到底走破できないと判断したため3日目でロケを中断し、2週間後に再度3日間のスケジュールをおさえた経緯がある。）。実際、「原付東日本」や「原付西日本」でしばしば見られた日没後まで走行しているシーンはほぼなく、明るいうちにその日のスケジュールをこなしていた。この最中、4年ぶりに旅に出たことがあるインターネットサイトのトップニュースになり、本編中でも話題になった。
今回は初めてインターネットからVOD方式で放送と同時に有料配信され、アクトビラ・J:COMオンデマンド・ひかりTVの3サービスで配信された。しかし、放送開始前の配信タイトルに今回の企画名が含まれるというネタバレが発生してしまうことが判明し、その後放送までに企画を伏せたものに直された。特にアクトビラは初回配信直後にアクセスが異常に集中し、サーバーがパンクするトラブルが発生。鈴井と大泉の所属事務所・CREATIVE OFFICE CUE公式twitterにて「アクトビラの扉が開かない」というコメントが発せられた。
2010年9月21日、藤村Dと嬉野DによるUstream生放送「腹を割って話そう」の第1弾が、藤村Dが普段番組編集などに使用している、HTB本社内にある編集室で実施され、当企画放送前の冒頭の画像が編集室の編集卓のディスプレイに映された。

### 前枠後枠について
- 『龍馬伝』にちなみ、大泉が坂本龍馬、鈴井が岩崎弥太郎に扮する（鈴井が演じる弥太郎が鳥篭を売るという設定で、大泉が演じる龍馬の提案に従い、あらゆる方法で鳥篭を売るという内容）。途中から鈴井がソリによるダイブを行うなど、「ヨーロッパ20ヵ国」と似た演出も見られた。
- 第11夜から扮する役柄が交代（大泉が岩崎弥太郎、鈴井が坂本龍馬）。ただし基本的な立ち位置は変わらず、ソリを「いろは丸」に見立て、龍馬こと鈴井を乗せたまま急加速で引っ張り落としている。なお、鈴井が扮した弥太郎が龍馬伝序盤の頃の弥太郎であるのに対し、大泉が扮したのは、龍馬伝本編のナレーションをやっている（もとい出来事を回想して語っている）明治維新後の弥太郎であるという違いがあった。

### 主な出来事
- 初日冒頭、企画発表前に大泉が結婚したこと（2009年に結婚）について触れられたが、今回も（新たに家庭を持ったにも関わらず）企画内容は事前に知らされることはなかった。しかし、パスポートを大泉本人が持っていたため、国内企画だろうという察しはついていたようで[注 21]、結果として予想は的中[注 22]。しかし、カブで高知へ行くと判明した時には落胆し「やる気ないなぁ」、「じゃあ（カブを）四国に運べば?」などと不満を漏らした。また、冒頭からカブが二人の数百メートル後ろに置いてあった（視聴者へは、企画発表へ繋がるトークの中でカメラを徐々にカブヘズームしていく形でネタばらししている）のだが、大泉はそれに気づいていなかった。
- 「原付西日本」の後カブに乗るのが10年ぶりだった事もあり[注 23] 、出発前に軽く運転練習を行った。その中で、藤村Dが大泉に変速部の操作方法を説明してる際に、大泉がうっかりスロットルを回してしまい危うく急発進しかけるハプニングが発生している。
- 1日目、藤村Dの「初日は若干甘やかしている」という趣旨の発言に、大泉が反論し、びっくりドンキーで昼食をとった際に藤村Dが1人だけビールを飲んだことを指摘。さらに、夏休み中であることが災いし渋滞にはまったため、初日にして疲労がピークに達した大泉は「これは全然赤ヘル投入だった」と発言し、2日目以降昼間の飲酒は（鈴井と大泉、後続車のドライバー松倉は運転するため、カメラマンのタケシは撮影に影響するためもちろんだが）全面禁止となった。この結果、2日目以降は大泉が藤村Dと交代するシーンがたびたび登場することとなる。
- 今回、鈴井のカブの荷台には「マルシン出前機1型」という出前機が取り付けられた。しかし、出前機の重さの影響で鈴井はいつものカブの操作感がくるい（急坂で1速に入れないと登れない、ギアチェンジ時に若干車体が浮く、発進時にハンドル操作がぶれるなど）、たびたび出前機を外すよう鈴井は要求した。それが、後述の甘味対決につながる。
- 2日目、大泉に代わり藤村Dが“赤ヘル”で初登板した際、静岡県榛原郡吉田町を通った。そこで大泉は藤村Dに対して、「君（藤村D）のお母さんが行ってる整体の先生がいる所だ」と話した。そこから話は展開し、藤村Dが大泉に対して「テメェんとこのお袋、うちのババァ[注 24]に言ってまたどっか引き連れまわしてもらうぞ」と発言した事で、「藤村Dの母が札幌の大泉の母を名古屋まで呼び出し、行き先も告げず旅に出て九州まで行った」という驚愕の出来事があった事がテロップにより、視聴者に明かされた。
- マルシンの性能を確かめるため、途中、岡持ちを積み、その中にお茶を注いだラーメンどんぶりを入れ、お茶がこぼれるかどうかを実験したが、そもそもどんぶりにラップをかけるという基本的な手順を忘れていたため、お茶がこぼれてしまった。なお、この検証をした際に1度鈴井と大泉が交代する形で、大泉もマルシン付きのカブの乗り心地を体験している。
- 原付企画では恒例となっている積荷だが、今回は鈴井のマルシン出前機の扱いに重きが置かれた結果、序盤から中盤にかけて、大泉のカブには何も載っていない期間が続き、最終的にこの企画内で大泉のカブに積まれたのは、5日目に道中で購入したスイカと鹿の角だけ（藤村D曰く「これが限界です」）であった[注 25]。一方鈴井のマルシン出前機には、『積荷を水平に保つ』という特性を生かして、後方に向けてカメラが取り付けられ、後方の映像を臨場感たっぷりに撮影した他、最終日には後述の甘味対決の結果により、藤村D宅への土産である相生晩茶が載せられた。
- 小田原を通過した際には出演陣、D陣で小田原城をカメラに収めるべく探したものの、ビル工事が邪魔をして瞬時にしか映らなかったために出演陣、D陣全員で小田原城が見えるポイントを探した際に嬉野Dが城を扮したういろう屋に対し「あぁでもこれ違う?」と発言して全員から総ツッコミされた。結局小田原城をカメラに収めることができなかったので、工事が邪魔して見切れた小田原城をスローで流し、テロップを入れたものと、ういろう屋の画に小田原城のテロップを入れたものを使う苦肉の策を取った。
- レギュラー放送時代の道外ロケと違い、今やほぼ全国で『Classic』が放送されていることから鈴井・大泉を発見するドライバーも少なからずあった（2日目の静岡市清水区では信号待ちの際、郵便配送のトラックドライバーが気付き大泉と会話もしている）。また、車の窓ガラスに貼る「どうでしょうステッカー」を貼った車にも何度か遭遇している。
  - 特に、浜松市内走行中に2人の前方を走っていた軽自動車のドライバーに至っては、信号待ちの停車中に後続がどうでしょう班だと気づいて大泉と会話した際、テンションが上がるあまり車が揺れる程興奮していた。この軽自動車はしばらく同一方向に向かっていた為、どうでしょう班を先導するような形になり、この状況を大泉は「軍団の若手が先導している」、「(どうでしょう軍団の)パレードと言って良いでしょう」と表現した。
- 上記のことがあったため、4日目から[注 26] カモフラージュのために鈴井・大泉が扮装して走行するようになった（鈴井がそば屋風、大泉が（本人曰く）宮大工風）。鈴井はそれに加え、途中で後述の対決の結果浴衣になったほか、最終日は前日のスイカ対決の公約により、徳島県内のとある道の駅で売っていた草木染のスカーフと、女性用のシャツに変わり、見た目がおばちゃんになったため、「大泉の後ろを笑いながらついてくる、熱烈な追っかけのおばちゃん」というやり取りが展開されることとなった。
- 降りしきる雨の中を走行する事となった3日目では、鈴井・大泉が雨合羽着用での走行となり、その様子が正月の年賀状配達風景や台風上陸といったニュース映像にありそうなシチュエーションの様な雰囲気となった為、HTBニュースの見出しテロップ風のテロップが挿入されるシーンが登場した。また、藤村Dによる若手ディレクター達へのアドバイスとして『雨天ロケで車内から撮影するときは、車のワイパーに合わせてテロップを出したり消したりするといい感じになる』といったレクチャーがされたが、大泉からは「雨の日はロケに出るなと教えて欲しい」と苦言を呈された。
- 3日目、伊勢に上陸後、道路上の電柱などに大量の赤福の看板（『伊勢名物 赤福（ロゴ）』と書かれており、中には道路脇の大看板で掲出されているものもあった）が掲示されている状況に遭遇。この状況は大泉と藤村Dによって「赤福コール」と呼ばれ、昼食に伊勢うどんを食べるまで話題となったが、赤福を苦手とする鈴井は、「コール」を頑なに無視し、「赤福とずんだは（嫌いな甘味の）ツートップ」という発言にいたる[注 27]。あまりに大量の看板による「赤福コール」を目にした大泉は、大看板バージョンを見た直後に「もうミスター止まってそのへんでやりましょうもう」、「多分食べるまで出てますよ」と赤福を食べる事を鈴井に勧めるに至る。そして藤村Dは宿に到着後、すっかり油断してこの一件を忘れていたタイミングを狙って勝負を仕掛ける形で赤福対決を行い、結果的に1日の間に嫌いな物の名前を道中散々目の当たりにした挙句、実際に大量に食す羽目にあった鈴井は、精神的に大きなダメージを受けることとなった。
- 3日目の夜、4日目の走行ルートとして、藤村Dは当初、国道42号線で尾鷲市を経由して国道425号線を通るルートを計画したが、インターネットで検索した鈴井に「国道425号線は酷道」と指摘されたため、橋本市と高野山ルートを変更した。この件で藤村Dは大泉に「普通以下のディレクター」と評された。なお、当初、ルートとして選択していた国道425号線が通る奈良県十津川村は、1899年に十津川大水害が起こった際、国と奈良県の救済施策により被災した村人が多数現在の北海道新十津川町に移民として入植したという繋がりがあり、その移民として入植した村人の中に鈴井の先祖が含まれていたことから、十津川村は『鈴井のルーツと言える場所』であった。その為、当初は鈴井もこのルートでの行程に乗り気だったが、改めて調べてみた結果、先述の通り『酷道』である事が判明し断念するに至っている。
- 4日目に泊まった龍神温泉の宿では、4人分の布団がちょっとずつ重なるくらい部屋が狭いという話題から、例によって、どうでしょう班は4人部屋で長い泊数を過ごしている事が視聴者に明らかにされた。しかも、今回帯同しているスタッフ3人は別の部屋に泊まっているため、大泉は「スタッフ3人の部屋の方が（人数が少ない分）若干広い」、「なんで毎回4人部屋を抑えてるの？」などと不満を発した。最終的には、藤村Dの「4人部屋じゃなかったらどうなのか」という質問に、前のトークで半ば視聴者代表の扱いになっていた嬉野Dが「あー寂しいね」と答え、文句の多い大泉に藤村Dが「大泉、オイいい加減にしろ」発言を皮切りに、例となった相撲をけしかけ、最後は鈴井のドロップキックでこのトークを締めた。
- 第9夜に、「原付東日本」で、大泉がスロットル操作ミスとギアチェンジミスでウィリーし「安全第一」のバリケードに突っ込んでしまった「だるま屋ウィリー事件」を彷彿とさせる、工事現場の片側交互通行信号に遭遇するシーンがあった（当時の現場とは当然違う場所）。信号待ちの間にその話題になり、当時の映像も流された。また、この中で大泉が「あの時をねぇ乗り越えたいんです」と語り、11年前同様5秒前からのカウントダウンをし、若干手間取ったものの無事に発進成功。画面には、「2010年夏「だるま屋ウィリー事件」を乗り越えました-大泉 洋」と表示された。しかし、翌第10夜で再度片側交互通行信号に遭遇した際に、かき氷対決をした道の駅を出発する際に駐車場で若干の小ウィリーをしてしまい、克服したはずの過去をまだ引きずっていたことが明らかとなった。
- 5日目、和歌山県内の山道を走っている際に、大泉が赤ヘル（藤村Dが赤いヘルメットをかぶって代走すること）登板を要求して、後続車両に乗った際、車内にあった「ピリ辛ごぼうスナック」を食べてむせてしまい、声が一時ガラガラになった。しかし、それを逆手にとって元首相「麻生太郎」（テロップでは正しく表示しているが、この時大泉は麻生タケシと言い間違えている）のモノマネを始め、さらにその後、龍馬伝で共演した「福山雅治」や「笑福亭仁鶴」のモノマネを披露した。福山のモノマネ中には、龍馬伝撮影中の裏話として、同じく『龍馬伝』に出演していた、TEAM NACSの音尾琢真の上裸姿を見た福山が音尾に対し「音尾君、乳首でかいね。何かやってるの?」と訊いたエピソードを明かしている。
- 最終日には一行が四国に上陸。番組初期より関わりの深い土地であったが、四国上陸はレギュラー放送時の「四国八十八ヵ所III」以来8年半ぶり（ロケ時、放送では9年半ぶり）となった。

### 甘味対決
この企画では鈴井が荷台につけている「マルシン出前機1型」を巡り4回も甘味対決をした。嬉野Dは介入せず完全に中立な立場、大泉は審判を務めた他、基本的に鈴井寄りの立ち位置で応援していたが、後述のとおり勝負の条件を変えたり、勝負したくない鈴井の意思を無視して対決の話を進めるなど『暗躍』する場面が多々あった。
- 1回戦 赤福対決（第6夜）

伊勢の旅館で、鈴井が翌日「マルシン出前機1型」を荷台につけるかをかけて勝負。種目は赤福1箱（8個入）。ハンデは鈴井が給水1回に対し、藤村Dは給水なし。鈴井が赤福を2個食べた時点で藤村Dがスタート。すべて食べ終わり「テレマーク」をすれば勝利。
結果は鈴井の圧勝。その食べっぷりを見た一同を、ハンデがなくても鈴井が勝ったのではと言わしめるほどの勢いであった。鈴井は一気に4個食いをして途中涙が出る、ハンデの給水で口にした水が行き場をなくして鼻から噴き出るといった場面があった。それを見た藤村D、大泉は大爆笑し、藤村Dはろくに食が進まなかった。鈴井のあまりの形相に、藤村Dは「ミスター死んじゃう」と言って止めようとするが、勝負は続行した。
鈴井が勝利したが、藤村Dの発言により「マルシン出前機1型」は明日の出発地点から100km地点までつけて、100km地点で外す事に変更された。しかし、その直後大泉の陰謀によりまたも変更され100km時点でもう一勝負することになってしまい、鈴井の必死の頑張りがどんどん無駄になっていく結果となった。
- 2回戦 でんがら対決（第8夜）

前述したとおり、100km時点で「マルシン出前機1型」を外すかどうかを勝負。種目は飯高名物でんがら（あんこ入りの団子で、今回はヨモギ入りと、白い団子でつぶあんと、こしあんがある）4個、おばあちゃんのむかしのふ（本来は水に戻すが今回はそのまま食べる）1個。ハンデはなし。すべて食べ終わり「テレマーク」をすれば勝利。
結果は藤村Dの圧勝。藤村Dは驚異的なペースで、鈴井がでんがらを食べている最中にふに入り、鈴井がふに入ったときはすでに食べ終わっていたが、食べ終わりの「テレマーク」は自己申告のため何も言わず、さらに藤村Dのあおり、またしても大泉の陰謀により、ふを食べ終わった後でんがら5個目に突入してしまった。その後鈴井がふを食べ終わった後に藤村Dが「テレマーク」をして勝負がついた。
藤村Dが勝利したが、藤村Dの発言により「マルシン出前機1型」は外すことになった（結局この勝負は意味なし）。対決後の晩、宿泊先にて大泉から対決する甘味、タイミングといった内容が藤村Dの一存で決められている事に対するクレームが付けられ、次戦は鈴井が得意なもので、かつ出演陣の良きタイミングで対決することを要求。藤村Dはこれを承諾し、大泉と鈴井はかき氷での対決を予告した。それにあたって、藤村Dから「一番の悪人は（昨日の鈴井の勝利を台無しにした）大泉だ」と指摘され、大泉は昨日の発言の理由として「正論を言った方が負け」「悪がはびこらなかったためしがない」「正義の味方は絶対負ける」と述べた。
- 3回戦 かき氷対決（第10夜）

D陣ではなく、出演陣主催で開催された勝負。鈴井の「マルシン出前機1型」を外すか及び衣装（D陣が勝てば地味な衣装にする）をかけた勝負。前日の宿での要求通り、鈴井が得意なもので対決して良い事になり、予告通り、甘い物が苦手な鈴井が得意とする数少ない甘味のひとつであるかき氷で対決。鈴井は2個（味はイチゴ、ブルーハワイ）、藤村Dは1個（味はなし、さらに氷がぎゅうぎゅうに詰まっている状態で実質的には鈴井の食べた2個のかき氷よりも量が多い）。すべて食べ終わり「テレマーク」をすれば勝利。
結果は藤村Dの勝利。序盤は藤村Dが進まず鈴井有利だったが、終盤で鈴井が頭痛に襲われてしまい藤村Dが逆転。そのまま勝利した。
藤村Dの勝利により、鈴井は「マルシン出前機1型」は今後一切外さない事とされ、さらにD陣が用意した衣装（浴衣） に着替えて出発した（しかし、出前機に加えて着替える前の恰好がそば屋風だったうえ、タイヤが巻き込まないよう裾を上げて縛ったところ、結果的により一層見た目が「そば屋」に近づいてしまうというオチがついた）。
- 4回戦 スイカ対決（第11夜）

最終対決。種目はスイカ3切れ。マルシンを『外す』ことを賭けていた過去3回とは違い、今回は鈴井が勝った場合「マルシン出前機1型」をつけ、積荷をする、衣装を自由に選ぶ、豆カメをつける（藤村Dが勝てば「マルシン出前機1型」は外し、積荷なし、衣装は白のTシャツ1枚、豆カメはD陣の車に、カメラも出演陣には向けない、D陣が出演陣を置き去りにして先に宿に入る）。最後は鹿の角を頭につけて「シカでした」（マレーシアジャングル探検での嬉野Dの発言）と言えば勝利。
結果は鈴井の勝利。鈴井が藤村Dを至近距離で見ながらスイカをほおばり、大泉が藤村Dの笑いを誘う実況をする（勝負の趣旨、マルシンの連呼、1年分のマルシンを贈呈など）。こういった行動により藤村Dが大爆笑し、さらに腹痛を起こし、鈴井の勝利につながった。
鈴井の勝利により、前述したことがそのまま実現。更に、藤村Dは大泉に「マルシン出前機1型」をつけさせようとした。
結果は2勝2敗の五分だった。

## 初めてのアフリカ
- 2013年10月2日 - 2014年1月8日放送、全13夜。
- DVD・Blu-ray第32弾『初めてのアフリカ』に収録。

前作「原付日本列島制覇」以来3年振りとなる新作であり、撮影は同年4月に行われた。放送は全13週となり、前作「原付日本列島制覇」を上回る番組史上最長の企画となった。当初、大泉には「『ヨーロッパ20ヵ国完全制覇』以来の海外ロケ」ということ以外は明かされず、藤村Dの「新しいとこ行こうぜ」、鈴井の「行ったことないとこ行こうぜ」という意気込みから、番組未踏の地であるアフリカ（ケニア・タンザニア）に決定した。
ケニア・タンザニアで野生動物を観察する企画で、旅の行程そのものは現地コーディネーターでアフリカ事情に精通し、フリージャーナリストの「アフリカの達人」・大津司郎（通称「ムゼー」※現地語で年配の方という意味）に丸投げされている。なお、企画と行き先自体はムゼーや鈴井との飲みの席で決まり、同席した福屋もこの話を聞いた上で同行することになり、さらにテレビマンユニオンディレクターの牧有太もこの席上で呼ぶことが決められた。このことを聞いた大泉は「俺はあれかい? これからあなたたちの飲み仲間と（行くのか）?」と発言している。現地での空港までのドライバーは日本の滞在経験があり、「原付日本制覇」をテレビで見たというリッキー。タンザニアでの現地ドライバー兼ガイドはフィリップ。ケニア・タンザニアでのガイドはステイーブ。また、鈴井と大泉のマネージャーも同行している。
撮影は前々作以来となる嬉野Dが担当したが、機材の発展・新規化により「撮影データのバックアップが面倒くさい」等の理由から、牧Dがサブカメラマンとして撮影補助等を行った。更に、鈴井が持参した自前の録画機能付き双眼鏡でも（主に遠方の動物の）撮影を敢行した。

### 放送まで
2013年4月には新作ロケの敢行を番組ホームページの日記と鈴井と大泉の所属事務所のCREATIVE OFFICE CUEのホームページの日記でそれぞれ発表。
2013年9月に開催された『水曜どうでしょう祭 UNITE2013』にて、第1夜から第3夜までは、放送に先駆けて先行上映。また、前枠・後枠も客席をバックにして、全国から真駒内に集まったどうでしょうファンと共に収録した。

### 主な出来事
- 例によってスケジュール調整は強引だったようで、大泉曰く「（主演映画である）『探偵はBARにいる2』の大事な宣伝時期に、12日間もの長期ロケに行かされた」とのこと[1]。また、HTB『ハナタレナックス』では番組を中抜けして、この企画に向かう直前の大泉が放送されている。
- 撮影と同時期に大泉によるエッセイ本「大泉エッセイ 僕が綴った16年」が発売されたことから、しばしば大泉が告知のために「大泉エッセイ」を持ち出している。
  - 第1夜冒頭の登場シーンでは大泉が本を持って登場しようとし、「後で宣伝させるから」と藤村Dに没収されて仕切り直しとなるシーンが放送された。
  - 第2夜ではナイロビ到着後のホテルで、鈴井と藤村Dが現地で散髪してみたいと話した所、大泉が「ミスターが切るのなら自分もやぶさかではない」という意思を示した為、「(現地の床屋で)散髪したら本の宣伝をしてもいい」という事になった。その結果、最終的に出演陣に加えて言い出しっぺの藤村D、牧、更には大泉のマネージャーに至るまで、嬉野Dとムゼー、福屋を除く今回のロケ参加メンバーの大半がナイロビで散髪した上で、藤村D以下3人は本を持たされて「大泉エッセイ」の宣伝を手伝わされるというシーンが収められた[注 31]。
- どうでしょう班全員が番組オリジナルの作務衣と雪駄を着用した[注 32]。
- 爬虫類が嫌いな鈴井であったが、現地で買ったカメレオンを頭や肘の上に乗せたり名前を付ける[注 33]などして、最終夜で放すまで飼うなどの様子が見られた。
- 第4夜以降の前枠・後枠は現地で買ったCDの陽気な曲をバックに、動物に扮した鈴井と大泉が竹馬に乗るというものであった。しかし竹馬に乗れる大泉に対して鈴井は一度も乗れず、しかも竹馬が徐々に高くなっていった。なお、第4夜から第7夜までは、大泉主演の映画『ぶどうのなみだ』のロケ地である山﨑ワイナリーで撮影された[9]。第8夜以降は平岸高台公園で実施されたが、2020年時点で同公園での前枠・後枠撮影はこの作品が最後となっている。
- 第10夜で宿泊したホテルは部屋がテント同然であり、夜中に藤村Dの部屋にライオンとバッファローが接近し、藤村Dは徹夜でスマートフォンによる撮影を行った。そのホテルにはもう1泊せねばならず、翌日は撮影の準備をして待ち構えたが撮れなかった。
- HTB通用口での企画発表の際にこれまで訪れた国の地図があったが、そこにはシンガポール（「ジャングル・リベンジ」でのサッカー観戦で訪問）が抜けていた。

### 旅程
4月9日
 日本・HTB通用口で企画発表→新千歳空港→成田空港→ アラブ首長国連邦ドバイ経由→ ケニア・ナイロビ（4月10日午後3時着）
4月11日
 ケニア・ナイロビの床屋で髪を切る→ナイロビ近郊のジラフ・センターに行く
4月12日
 ケニア・ナイロビ→ タンザニア・アルーシャ（車移動）
4月13日
 タンザニア・アルーシャ→アルーシャ空港→レイク・マニャラ空港（en:Regional Air）→マニャラ湖→ンゴロンゴロ保全地域
4月14日
 タンザニア・ンゴロンゴロ保全地域→セレンゲティ国立公園
4月19日
 ケニア・ナイロビ発
4月20日
 日本・帰国

## 北海道で家、建てます
- 2019年12月25日 - 2020年3月11日放送[10]（初回は2夜連続放送、2020年1月1日・1月15日は休止）、全11夜。
- DVD・Blu-ray第34弾『北海道で家、建てます』に収録。

前枠では「北海道で…」に統一されたが、番組表では、第7夜まで「北海道に…」、第8夜以降は「北海道で…」 と表記されていた。
「初めてのアフリカ」以来、6年ぶりの新作となった。企画は赤平市の鈴井の家から始まった。今回は「どうでしょう迷走中」と銘打たれ、企画発表する前に大泉に（半ば本気で）今回の企画をどうするか相談したり、大泉が全く参加していないロケを行いそのVTRを大泉が作中で後から鑑賞するなど、これまでにない試みが多数行われた。企画発表も第1夜では行われず、第2夜で行われ、これまでで最長の時間を要した。
赤平の森（鈴井の私有地）にツリーハウス「レイクサイドリゾート どうでしょうハウス」を作るという企画であり、夕食は大泉が料理を作り、テントで泊まるという回もあった。前枠・後枠の一部を除き全て赤平市内で撮影され、オール道内ロケの企画としては（総集編を除き）不定期放送となってから初、レギュラー放送時代に遡ると『釣りバカ第3弾! わかさぎ釣り対決2』以来19年ぶりとなった。また、家を作るという企画としては番組最初期の1996年11月に放送された『粗大ごみで家を作ろう』で、当時ごみステーションでの回収が実施されていた札幌市内の粗大ゴミを集めて家（部屋）を作った時以来23年ぶり2回目となったが、前述の通り今回は本格的なツリーハウスを建築する事となった。無理矢理ひねり出された企画という体にはなっているが、「（本格的な）家を建てる」という構想自体は「初めてのアフリカ」のロケ最終日に鈴井と藤村Dの間で話が持ち上がっていたものである。撮影開始日は2017年1月8日。最終夜の撮影が行われたのは、本放送が既に始まっている2020年2月13日であった。一つの企画に足掛け3年1ヵ月の期間が費やされたのは、初である。

### 放送まで
2016年12月12日、鈴井が藤村Dと嬉野Dと3人で打ち合わせを終えた事を自身のTwitterにて報告。
2017年1月8日、番組ホームページ上の本日の日記にて、藤村Dが「行ってきます。どうでしょう軍団」と投稿し、新作のロケに出た事が発表された。しかし、その翌日には鈴井が自身のTwitterにて旅には出ていない旨をツイートした事から、「ロケに出た」と言う藤村Dと「どこにも行っていない」と言う鈴井の発言で矛盾が発生しているように思われる事態となった。これによって視聴者サイドからは2017年時点では新作ロケ実施の有無が判然としない状態が発生し、更に翌2018年に後述の「21年目のヨーロッパ21ヵ国完全制覇」にあたる旅ロケに出た事から、不定期放送化後としては初めて未放送の新作が複数ある状態が発生するなど、情報が錯綜する事態となった。結果的に最初のロケから2年後、本作の第1・2夜の「どうでしょう祭」での先行公開、及びHTBでの本放送で「2017年に新作のロケはしていたが、旅ロケではない道内企画」だった事がようやく判明し、2年ぶりに謎が判明する形となった。
2017年9月には「水曜どうでしょう DODESYO CARAVAN2017」で藤村Dは2018年内には新作を放送すると発表したものの、後述の理由により同年内の放送は実現しなかった。
2019年1月にはテレビCMで新作の編集開始を発表。
第1夜と第2夜は、2019年10月にさっぽろばんけいスキー場で開催された「水曜どうでしょう祭 FESTIVAL in SAPPORO 2019」（以下「どうでしょう祭2019」）の会場及び、全国204の映画館などで祭会場と同時中継された「ライブビューイング」で先行上映され、計約10万人が鑑賞した。祭会場では大泉がGM（TBS『ノーサイド・ゲーム』で大泉が演じた主役・君嶋隼人がモチーフ）、鈴井が利一（リーチマイケルがモチーフ）に扮し、第1夜と第2夜の前後枠の撮影も行った。なお、本作の前後枠は2003年以降の新作では、初めて平岸高台公園での撮影が行われなかった。
HTBオンデマンドでは、第1夜と第2夜はHTBの放送開始から約5分後、第3夜以降は放送終了直後という、過去最速の速さで有料配信されたほか、全国各地のテレビ朝日系列の放送局（ANN）や独立局などでも順次放送された。なお、最終夜（第11夜）は、藤村Dの「全国の人みんなにリアルタイムで観てほしい」という意向から、HTBオンデマンドにて、放送当日のみ・低画質となったが、無料で配信され、アクセスが集中したために、一時はサーバーダウンに陥った。

### 主な出来事
- ロケ初日、赤平市内の鈴井宅から本企画の収録が始まったが、冒頭のトークにてロケの数日前である2017年元日早々に大泉から藤村D宛に新作へ対する熱がこもったメールが送られてきていた事が明かされた。本文中には、大泉から「新作への三箇条」として、

1. 酒は飲むべからず(せめて夕飯までは)
2. 敬語を使うべし
3. (過去の企画の焼き直しではない)新作をするべし

といった内容が伝えられていたが、この内容が冒頭で早速ネタにされた事で大泉からは「僕の真意が伝わってない」と苦言を呈された。また、いつもの様に旅に出るのだろうと思っていた大泉は国内でも海外でも対応できる様、年始早々に1週間のスケジュールを空けていたが、長期間に複数回のロケで家を建てるという本企画を計画していたD陣から「そんなに日数いらない」として、抑えていた日数を一部返された事も明かされている。
- 第1夜で大泉が、『真田丸』のオープニングのように「主演　大泉洋、トメ　鈴井貴之。(その間は)無数の馬を(走らせて)」という発言を行った為、以後エンディングでは家畜改良センター十勝牧場での馬追い運動[20] の映像が使われることになった。これを見た大泉は「どうでしょう祭2019」で「僕が言ったのはこんな牧歌的なものじゃないぞ」と藤村に対しコメントを入れている。第1夜と第2夜は、大泉の希望通り「主演・大泉、トメ・鈴井」でクレジットされていたが、第3夜以降、企画本編における主導権が家づくり経験者の鈴井に移っていったのを皮切りに、大泉のクレジット上での扱いがスタッフのクレジット内に紛れたり(第3夜)、協力枠[注 36] 扱いになった(第4〜6夜)挙句、第7夜で藤村Dが「大泉に料理をおみまいされる事を期待していたのに、凡庸かつ美味しい料理を提供された」として、ペナルティにより文字サイズが他のクレジットより小さくされるなど回を追うごとに悪くなっていった[注 37]。次に大泉が主演に返り咲くのは実に最終夜のことであった。第7夜の主役は藤村Dであり、第1・2・7・11夜以外は鈴井が主演としてクレジットされた。この「馬追い」エンディングが設けられた事で、直近では最終夜のみで放送されていた「1/6の夢旅人2002」が、今作においては全放送回でエンディングテーマとして放送された。
- ロケには当番組のプロデューサーでもある福屋・杉山順一の両名や、アシスタントディレクターの佐野良太、音声の松澤聡[注 38]（原付日本列島制覇に参加）なども同行。どうでしょう班への技術指導は建築工房らくだが担当。建築工房らくだのうち、番組に出演したのは、千葉英希、戸上房夫、奥泉慎太郎の3名。
- 第2夜から「シェフ大泉」企画の要素が取り入れられ、家づくりに突入以降は、大泉が参加し1泊を伴うロケにおいて、毎回大泉が調理した夕食が振る舞われ、労働組合幹部という設定の鈴井とD陣に相対する会社側代表の大泉という構図で、料理で労使交渉するという設定が採られた。しかし、かつて「おみまい」と称された突飛な料理は影を潜め、レギュラー当時の「シェフ大泉」企画から20年前後経過した事で、大泉の料理のセンスが寧ろ向上していた事から、味の面で高評価を受けるメニューが続出する事となり、当初こそその味を高く評価していた鈴井や藤村Dから、最終的に「おいしいものが食べたいわけじゃない」、「シェフ大泉の良さが消えた」等と逆に非難される結果となった。
  - 第2夜では翌日の準備として、鈴井宅にある食材を手当たり次第に鍋に入れ、沢の水で煮出した豚骨と鶏肉ベースの「命のスープ」を仕込んだ。調理中に鈴井宅が停電し、加熱に使用していたIHクッキングヒーターがストップするハプニングに見舞われたり、灰汁を取ることもせず煮込み続けた事で、翌日夜に実際調理にスープを使用した際には鈴井が「命に関わるスープじゃないか」とスープの出来を不安視する発言をしていた。しかし、スープに使用した食材のチョイスが良かったこともあり、スープをかけたものの、「疲れには酸が効果的」とレモンを搾り過ぎた結果酸味しかしなかった「牛肉と野菜のレモン焼き」を除いた料理は、レストランに負けず劣らずのクオリティに仕上がった。結果的に「命のスープ」は文字通りどうでしょう班の命を繋ぎ、番組史上異例の「シェフ大泉がヒット作連発」という結果をもたらした。
  - 2回目のロケでは鈴井から「美味いものじゃなくて面白いものが食いたい」と爆弾発言が飛び出し、「おみまい」できなかった前回のリベンジとして臨んだ。しかし、藤村Dが比較対象として「シェフ大泉 車内でクリスマスパーティー」の「食べかけおにぎりの鶏包み」などを引き合いに出した為、実際調理した料理が再び「凡庸」と評されてしまい、前回ロケで出来なかった見せ場のフランベも火が上がらず失敗となってしまった。しかもそのラム酒が絶妙に料理を美味くさせるなど、「おみまい」には程遠い結果となった。
  - 上記2回のロケで料理は手詰まりだと判断した大泉は、完成前に自身が参加した最後のロケとなる2017年9月のロケスケジュールを押さえる際、マネージャーに「料理はもう手詰まりだから日帰りロケにして欲しいが、藤村Dに何か新たな考えがあるなら泊まりロケも可」という旨を伝言したところ、藤村Dからは「是非泊まって欲しい」との返答があった。その為、何か新たなプランがあるから「泊まって欲しい」と言ったと判断した大泉は泊まりロケを承諾して参加。一通り作業が終わって建設途中のデッキで休憩中に上記の旨を直接再確認したが、藤村Dは特に新たなプランは立てておらず、今回も夕方はシェフ大泉企画である事が判明する。大泉は翌日早くから向かう必要がある仕事があることなどを挙げて文句を言ったが、藤村Dが泊まりロケを要求した理由が「(日帰りだと)寂しいじゃない」というタレントのスケジュール確保理由としては前代未聞の内容だった事で大泉は却って爽快さを覚え、その場で改めて一泊とシェフ大泉企画の敢行を快諾する結果となった。
  - 上記のやり取りの際に「荒々しく」料理したら良いのではないかという話になった事で、第10夜のシェフ大泉コーナーでは、大泉は調理の度に薮から食材を持って現れ、包丁を使わず素手や建築工具を使用して調理する荒々しい料理を展開。中盤までは荒々しさと味の両立に成功し「料理に革命を起こす」名目が成り立っていたが、その場で即席で仕込んだ「命の出汁」を使った〆のラーメンが微妙な仕上がりになり、追加で足した甘エビは臭みを誘発し、臭み消しに入れた生姜をさらに追加しないと食べられない状態となり、料理に革命を起こす荒々しい料理路線は最後の最後で失敗に終わってしまった。
- 「どうでしょうハウス」が完成するまでは近くにテントを張り、そこに泊まる[注 39] と藤村が言い出したことより、最初のロケでは次の日は作業せずに帰るにも関わらず、テント泊となった。しかし、いざ就寝しようとすると、いの一番に眠りに落ちた藤村Dのいびきがうるさく、何度叩き起こしても数秒で寝てしまい、大泉・鈴井・嬉野Dはあまり寝られなかった。また、2回目のロケ(この時は2日目も作業予定があった為、大泉も「泊まる意味がある」と納得していた)では、「泥酔し一足先に食事から離席して就寝した藤村Dのいびきがテントから20m程離れた場所からも聞こえる程響き渡る」、「メガネをかけたまま寝袋のファスナーがほぼ全開の状態で爆睡する」、「何か喋ったかと思えば『普通にスープ飲めちゃう』と夢の中でも大泉の料理を食べていると思しき寝言だった」、「強引に起こそうと、大泉が藤村Dの鼻を窒息手前まで摘んで息を止めさせても尚目覚めない」など前回ロケを大幅に上回る勢いの衝撃エピソードを生み出し、第7夜エンディングでの主演の座を出演陣から掻っ攫う結果となった。
- 第3夜から本格的な家づくりが開始されたが、建築工房らくだの千葉英希が、ロケ直前にアキレス腱を切ったために雪山を這って登場した。大泉はそれを見て「ホラー映画みたいになってる」とコメントした。
- 第3夜から第8夜の前後枠は鈴井のみで、第9夜以降は大泉も参加。第3夜以降の撮影は全て赤平市内（どうでしょうハウス、飲食店[注 40] など）で行われた。この為、近年の新作で定型パターンとなっていた大泉が企画説明し、鈴井が何らかのチャレンジを行う形式は採られず、大泉不在の第3夜から第8夜の前後枠は不定期放送化以降としては珍しい、鈴井がシンプルに企画説明や次回予告をする形式となった。また、大泉が参加した第9夜と第10夜も、説明･進行は企画の全容を知っている鈴井が担当し、大泉は本編で着用した作業着姿で「寿しの松川」と「珍来」に物申す為来店するという形式となった。特に「珍来」の店内で収録した第10夜後枠では、本編中で大泉の料理との比較対象として度々話題に上がった「とんかつラーメン」を食べながらトークが進められた。最終夜は、前後枠無しで全編を企画本編として放送。
- 2017年までのロケでデッキと階段まで出来上がっていた「どうでしょうハウス」だが、2018年3月のロケで積雪の重みにより崩壊したことが明らかになる。あまりの惨状に一同の心が折られたその夜、本作の協力でお馴染みの「寿しの松川」にて「首脳陣（鈴井＋D陣）」及び建築工房らくだの面々による緊急会議が行われ、以降すべての作業を建築工房らくだに丸投げする[注 41]。収録時、TEAM NACS 第16回公演「PARAMUSHIR〜信じ続けた士魂の旗を掲げて」の舞台中で忙しく、この日のロケに参加していなかった大泉にはすべての事実を伏せることにし、2020年2月のロケで大泉の手により「完成」（あらかじめ作成されていた表札を取り付けたのみ）させたあとで「完成までの足取りを振り返る」名目でこの時のVTRを見せ、ネタばらしをした。この時、どうでしょう班が作っていたデッキの残骸は完成した「どうでしょうハウス」から見通せる所に山積みされた状態で残されており、大泉が打ち、崩壊の際に折れ曲がったボルトは打ち付けた木にそのまま残され、ネタばらしするまで雪で隠していた。「どうでしょうハウス」崩壊の事実が判明して以降に行われたもう1つの「新作」である「21年目のヨーロッパ21ヵ国完全制覇」のロケや、本作の第1・2夜の先行上映及び前後枠収録を実施した「どうでしょう祭2019」の間も、鈴井とD陣はこの件を秘匿にしていた為、大泉は本作のロケのオファーが来ない事に疑問を抱きつつも、家が崩壊しているとは知らずに別の新作ロケや「どうでしょう祭」に参加していた事になり、事実を知った大泉が2年間も崩壊を秘匿にしていた3人に対する恐怖心を訴える結果となった。制作期間3年1ヵ月の内、大部分を占める約2年間が「番組史上最長」の大泉へのドッキリだったというオチで本作は幕を閉じた[注 42]。

### 放送後
- 完成した「どうでしょうハウス」は、ゴールデンウィークを目処に一般公開を行う予定であったものの、新型コロナウイルスの感染拡大など社会的状況を踏まえて延期されることが発表された[21]。
- 2020年4月から、藤村Dが単身「どうでしょうハウス」に長期滞在し、野鳥観察・撮影を行っている。撮影した動画は藤村Dと嬉野DのYouTubeチャンネル「水曜どうでそうTV」にアップロードされている。
- 放送から2年を経た2022年、7月から8月にかけて「どうでしょうハウス」を一般公開した。新型コロナウイルス感染拡大防止の観点から、期間を5期に区切り（計22日間）、日時指定チケットの事前購入を必要とした（1回上限60人・各回完全入れ替え制）[22][23][注 43]。

## 21年目のヨーロッパ21ヵ国完全制覇
- 2020年10月28日 - 2020年12月9日[24] 放送、全7夜。
- DVD・Blu-ray第35弾『21年目のヨーロッパ21ヵ国完全制覇』に収録。

今回は2007年放送の「ヨーロッパ20ヵ国完全制覇～完結編～」にて、アイルランドを除いた20ヵ国制覇を果たし一度は完結としたヨーロッパ完全制覇企画の続編となる。2018年8月1日に企画発表され、1997年放送の「ヨーロッパ21ヵ国完全制覇」・1999年放送の「ヨーロッパ・リベンジ」・2007年放送の「ヨーロッパ20ヵ国完全制覇～完結編～」の過去3回の旅で来訪せずじまいとなっていたアイルランドに行くことが明かされた。1997年放送の「ヨーロッパ21ヵ国完全制覇」から21年目というのもあり、「21年目のヨーロッパ21ヵ国完全制覇」 となる。
レギュラーメンバー4人だけで行う海外ロケとしては2007年放送の「ヨーロッパ20ヵ国完全制覇 完結編」以来12年ぶりとなる。

### 放送まで
- 2018年7月29日、鈴井と大泉の所属事務所・CREATIVE OFFICE CUEのイベント「CUE DREAM JAM-BOREE 2018 ―リキーオと魔法の杖―」に水曜どうでしょう DODESYO CARAVANの会場から藤村Dと嬉野Dが中継で登場。大泉に対して、「旅に出よう」と述べ、新作ロケを行うことを伝えた。8月1日には番組とCREATIVE OFFICE CUEのホームページの日記でそれぞれ、ロケに出たことを発表[25][26]。9日に帰国した[27]。
- その後、2019年から2020年放送の「北海道で家、建てます」の最終夜にて、海外ロケの新作を収録したことが明らかにされた。そもそも本企画は前述の通り「どうでしょうハウス」が建設途中に崩壊し、建築工房らくだに一切の作業を丸投げした上で大泉を騙すために急遽企画されたものである。そのためロケの日程と放送日程の時系列が逆転しており、「どうでしょうハウス」のその後を気にする大泉[注 45]に対し、鈴井とD陣は「家は完成した」と嘘をついて誤魔化した[28]。実際のオンエアでは、完成したと嘘をつく際に「視聴者も知ってる」とこのロケの放送が「北海道で家、建てます」の放送後になる事を大泉に暗に示唆しており、嘘の説明の間にVTRで前作最終夜で放送した崩壊時の様子や、「寿しの松川」でのドッキリ企画への路線変更の一部始終、大泉が表札を打ち付けて完成した瞬間、及びネタばらし後全てを知った大泉のリアクションなどを挟み込みながら「どのようにして大泉を騙したか」の全容を放送した。
- 2018年の秋に代々木公園で行われたイベントに鈴井が登場し、ロケで「外国を車で走った」という発言もしていた。

### 主な出来事
- 第2夜の前枠で正式なタイトルが決まり、21年目のヨーロッパ21ヵ国完全制覇となった。
- 第1夜の冒頭はこれまでのロケ企画同様、当時のHTB南平岸本社通用口から開始となったが、ロケ終了翌月の9月18日にHTBがさっぽろ創世スクエアに移転したため、旧社屋での撮影はこれが最後となった。このことが冒頭で触れられた際には、大泉は新社屋について「誰が建てたと思ってんだかねぇー」と発言した[注 46]。また、企画のスタート地点は1997年・1999年と同じパリ・凱旋門前に設定した。なお、HTB通用口での撮影と凱旋門からの企画スタートについては鈴井と嬉野Dの希望により決定したが、今回の旅程が新千歳空港から羽田空港経由でパリに向かう形だった為、JAM-BOREE終わりで東京に戻っていた大泉は再度札幌に戻り、更に羽田に戻って出国という「JAM-BOREE終了から中3日程で、どうでしょうロケの為だけに札幌 - 東京間を1.5往復して渡欧」する強行軍を余儀なくされた。
- 最初の「ヨーロッパ21ヵ国完全制覇」から21年経ち、父親となった大泉であったが、例によって今回も企画発表まで海外に行く事しか知らない状態で参加する事となった。東京から札幌に向かう際、ロケ当時7歳だった娘に「仕事(どうでしょう)で家を空ける」事を伝えたところ、娘からは当然ながらどこに行くのかを尋ねられた。しかし、例によって行き先を知らない大泉は「どこへ行くのかはパパも知らない」としか答えられなかった。それに対して娘は「わかった、突然行くんだね」と全てを察した返事を返した為、「どうでしょうの企画の趣旨=行き先を知らせずに父親をどこかへ連れて行く事」を理解している事が判明した。
- 上述のHTB本社移転に加え、本放送当時は2019年新型コロナウイルスが蔓延していたことも重なり従来通り平岸高台公園での撮影が困難となったため、前枠・後枠の撮影も前作から引き続き「どうでしょうハウス」で、大泉も参加し行われた。なお、この前枠・後枠の撮影は、まず前枠を撮影した後で実際にOA映像を視聴し、その後に感想を交えて後枠を撮影するというスタイルを取っていた。第2夜からは、ロケの際現地で購入したウイスキーを飲みながら撮影したが、この時用意したグラスは番組ロゴ入りの特製グラスで、2002年にレギュラー放送が終了した際、大泉から記念のプレゼントとして贈られた物であった。
- 本作の目的地は、ヨーロッパ最後の未踏地であるアイルランドであるが、最初の2回に倣って凱旋門をスタート地点に設定した為、まず最初にフランスに入国してからイギリス経由でアイルランドに向かうルートをとった。その為、1997年の「ヨーロッパ21ヵ国完全制覇」と同様にフランスでレンタカーを借りると、借りた国以外でレンタカーを乗り捨て返却する事ができない関係上最終日にフランスまで戻る必要が生じる事から、今回の旅では車ごとドーバー海峡を渡るル・シャトルでは無く、旅客専用の列車であるユーロスターを使用して[注 47]イギリスに入国し、イギリスでレンタカーを借り、最終日にロンドンで返却してから帰国するプランを取った。このスケジュールになってしまった経緯としては、D陣がどうでしょうキャラバン最終日を終えて岩手から帰札後に航空券･レンタカー等の手配を行った事に理由があり、往路(羽田 - パリ間)航空券発券直後に、レンタカーが他国での乗り捨て返却できない事に気づいた結果の苦肉の策だった事が明かされており、この事実については鈴井も企画発表の段階で知らされている。
- 本作では最新のデジタルツール（大泉所有のiPhone内のナビアプリやレンタカーに搭載されているタブレット型ナビシステム・ほか3人所有のスマートフォン等）を駆使する場面がある。また、HTB出発直後の車内では海外でiPhone等のスマートフォンを使用する上で必須となってくるポケットWi-Fiルーターをレンタルしていなかった事で、今や海外旅行ではポケットWi-Fiは必須だとする大泉と、ホテルにはWi-Fiがあるし、今まで[注 48] 無くても旅ができていたから不要だとする藤村Dが揉める一幕があったが、最終的に空港にて当日レンタルし、結果的に現地での情報収集に一役買っている。しかし、リバプールに宿泊した際、ネットで取ったホテルの予約がキャンセルされるハプニングが発生し[注 49]、急遽1997年当時さながらに、鈴井と藤村Dが別のホテルのフロントで直接予約交渉してなんとか宿を確保する一幕があった。また、大泉が「営業中」の条件で調べて探し当てた飲食店が何故か休業していたケースが相次ぐ事態にも見舞われた。
- せっかくイギリスを通るのだからと、3日目にビートルズの出身地・リバプールに立ち寄り、アルバム『アビイ・ロード』のジャケット写真で有名なアビー・ロードに行く行程を考えていたが、コッツウォルズで藤村Dが魚の餌やりに夢中になったり昼食場所を探したりするうちにリバプールに立ち寄る時間が無くなり、湖水地方に直行する羽目になったあげく、そもそもアビー・ロードはリバプールではなくロンドンにあることが判明する。結局リバプールには6日目になってようやく訪れ、最終日のロンドンでのゴール直前になんとかアビー・ロードでの撮影に成功している[注 50]。
- イギリス到着後、最初の滞在地として訪れたコッツウォルズ地方には、ヨーロッパ21ヵ国完全制覇シリーズ最初の旅である1997年の「ヨーロッパ21ヵ国完全制覇」の旅で1度訪れている。ただし、この時は夕方にコッツウォルズから200kmも離れた宿泊地のイースト･グリンステッドからの強行軍で、夕食を後回しにするなどして必死で車を走らせるも、渋滞にはまったことで到着時点で日没を迎え、ろくに観光もできないままとんぼ返りしていた。その為、今回の滞在はその時のリベンジ要素が含まれており、21年越しのリベンジ達成となった。
- ダブリン到着後、当初はダブリンを拠点にアイルランド国内を巡る計画を立てていたが、実際には到着後の夜にD陣はその予定をあっさり撤回し、翌朝11時に藤村Dの部屋に集合してからダブリン観光をする事にした。その結果、到着後から続く時差ボケと相まって長めの自由時間ができた為、急遽「はじめての自由行動」として各自がスマートフォンのカメラ(鈴井のみ持参のデジタルカメラ)でどのように過ごしたかを撮影して翌日集合後に報告する事となった。しかし、嬉野Dは撮影データのバックアップとカメラ類のバッテリー充電をした他はひたすら部屋で寝て過ごし、藤村Dは熟睡した翌朝に部屋にミニバーがあるのを発見した後からワインを1本空けるまで飲み続けていた為、D陣は部屋から一歩も出ずに終わった。一方の出演陣は2人とも朝から外出しており、鈴井はアイルランドで有名な妖精レプラコーンを探して街を散策。大泉はランニングウェアに着替えて早朝ランニング後、ホテルのプールで泳ぐなど健康的なスタイルで自由時間を過ごした[注 51]。
- ダブリンでのホテルを選ぶにあたり大泉が、みっちゃん（大泉のいとこ）・福山雅治・渡辺篤史・土井善晴・久米明のモノマネで紹介した。渡辺篤史のモノマネでは、2006年の「ヨーロッパ20ヵ国完全制覇完結編」で披露された際と同様、紹介の中で「小林製薬の糸ようじ」のフレーズが随所に織り交ぜられていたが、宿泊代金発表の際に通貨単位であるユーロまで糸ようじに置き換えて発表したのが一同のツボにハマる。その結果、次の土井善晴のモノマネ時も、宿泊代金発表のみ渡辺篤史のモノマネで、なおかつ通貨単位を糸ようじにして発表する様にリクエストされる等、宿プレゼンはひとしきり盛り上がったが、結果的に大泉が紹介しなかったホテルに宿泊することが決まった為、「今までの時間はなんだったのか」と大泉がボヤくオチがついた。

### 旅程
8月1日
 日本・HTB通用口→千歳→羽田→ フランス・パリ
8月2日
 フランス・凱旋門前（スタート）→パリ北駅→（ユーロスター）→ イングランド・セント・パンクラス駅（以下特記なき限りレンタカー）→コッツウォルズ ブロードウェイ
8月3日
 イングランド・コッツウォルズ→湖水地方 ニュービー・ブリッジ
8月4日
 イングランド・湖水地方→ スコットランド・ダンフリーズ・アンド・ガロウェイ ケイルンライアン→（フェリー）→ 北アイルランド・ベルファスト→ アイルランド・ダブリン
8月5日
 アイルランド・ダブリン（終日滞在）
8月6日
 アイルランド・ダブリン→（フェリー）→ ウェールズ・ホリーヘッド→ イングランド・リバプール
8月7日
 イングランド・リバプール→ロンドン（ゴール、帰国）

### 放送後
- 道内での本放送終了後の2021年2月24日、『21年目のヨーロッパ旅完結記念! 水曜どうでしょう 4人だけのスペシャル裏トーク』と題した動画が水曜どうでしょうの公式YouTubeチャンネルで配信開始された。大泉がCM出演しているスコッチ・ウイスキー「ティーチャーズ・ハイランドクリーム（英語版）」（TEACHER'S、サントリースピリッツが輸入販売）とのタイアップ動画で、2020年10月に「どうでしょうハウス」で収録した前枠・後枠撮影終了後にそのままの衣装で撮影された、出演陣とD陣4人によるトークの模様が収録されている[29][30]。

## 懐かしの西表島
- 2023年8月30日 - 10月4日放送、全6夜[31]。

2005年の「激闘!西表島」で訪れた西表島を再訪する。過去の企画のリバイバル編としてはこれまで「ジャングル・リベンジ」、「ヨーロッパ完全制覇シリーズ（完結編・21年目）」、「原付日本列島制覇」といずれもレギュラー放送当時の企画から行われていたが、今回は初めて不定期制作移行後の企画からのリバイバルとなった。
ロケには「激闘!西表島」でも同行した、東京支社長の福屋（キャップ）や、スタイリストの小松も同行したが、「激闘!西表島」に出演していた安田は出演しなかった。
しかし後述の通り、予定されていた3泊4日のロケ日程のほぼ全期間において台風12号の西表島接近により東京のホテルでの足止めを余儀なくされ、スケジュールが完全に破綻。全6夜中4夜がホテルの部屋の中のシーンのみで構成されるという極めて異例の内容となった（3夜目の途中から那覇市内のホテルに移動）。何とか無事西表島に辿り着くも、滞在は約5時間となった。天候の影響で飛行機ごと足止めされてしまうのは、レギュラー時代も含めて番組開始以来初めての出来事であった。

### 放送まで
2022年9月25日、レギュラー放送最終回から20年を記念して行われたYouTubeでの生配信において、同月に新作のロケを行ったことが発表された。前回までの企画と異なり、今回はロケ完了後の事後報告形式で新作の制作が発表される形となった。内容の詳細は公開されていないものの、大泉からは「ロビンソンに会いに行った」、「滑り台が死ぬほど笑える」などの情報が断片的に語られている。当初は「2023年春頃を目処に放送予定」とされたが、最終的に2023年7月2日に全国の映画館でライブビューイングの形で先行公開された。このうち地元のユナイテッド・シネマ札幌にはどうでしょう軍団4名が登場しファンとともに鑑賞、前枠・後枠の収録も行われた。翌日には、企画名は「懐かしの西表島」であること、そして8月30日よりHTBで放送されることが公式に発表された。

### 主な出来事
- 2022年9月11日、羽田空港第2ターミナル直結の羽田エクセルホテル東急[注 53]でロケが開始された。この日早朝の便で石垣に向かい、フェリーにて西表島入りする予定だったものの台風の影響でフェリーの終日欠航が決定し、この日の沖縄渡航を断念し翌日以降の可否を判断することとなった。朝5時半に集合したにもかかわらずそのまま解散することとなり、早朝に都内の自宅から羽田入りした大泉はそのまま帰宅することとなった。[注 54]その後、12日も足止めとなり、13日に那覇へ移動し、那覇市のホテルに宿泊。翌日新石垣空港（当時）へ向かい、石垣港-大原港のフェリーにて西表島入り。ロビンソンと再会した。
- 第4話からは大泉出演の『鎌倉殿の13人』のOPをオマージュしたED映像が制作・使用された。EDラストでは、藤村Dによる次回予告要素を含めたナレーションと字幕が入る(第6夜のみ企画完結の内容となる)。これに伴い第4・6夜は後枠の後にEDが放送され、第5・6夜の前枠が同作をオマージュした藤村Dによるナレーション映像、第5夜の後枠は省略されてCM明けでそのままEDに突入した。
- 最終夜では、樋口了一の「1/6の夢旅人」が挿入歌として使用された。かつて番組のイメージソングとして度々使用されていたが、1998年に樋口が同曲のメロディを20th Centuryに提供したことで、権利問題の関係から長らく『水曜どうでしょう』本編では使われず、2002年のレギュラー放送最終回以降は基本的に「1/6の夢旅人2002」が代わりに使われていた。